# 仮面ライダー龍騎
『仮面ライダー龍騎』（かめんライダーりゅうき、欧文表記:MASKED RIDER RYUKI）は、2002年2月3日から2003年1月19日まで、テレビ朝日系列で毎週日曜8時00分から8時30分（JST）に全50話が放映された、東映制作の特撮テレビドラマ作品、および作中で主人公が変身するヒーローの名称。
「平成仮面ライダーシリーズ」第3作である。キャッチコピーは「戦わなければ生き残れない！」。

## 概要
本作品は、平成仮面ライダーシリーズとしては作中で初めて「仮面ライダー」の言葉を用いた。設定や世界観に重きを置いた前2作とは趣を変え、「13人の仮面ライダーが自らの望みを叶えるために最後の1人になるまで殺し合い続ける」という人間同士の競争、それに付随する人間関係の描写を重視した作品になっている。
ライダー同士の戦いという破天荒なシチュエーションを採用、さらにはカードゲームの要素を取り入れたバトル方法を取り入れている。放送開始後は、ライダーが自身の欲望のために他のライダーと殺し合うというストーリーや、悪役であっても正式に「仮面ライダー」を名乗るという設定が、「子供番組としては不適切である」という意見も新聞投稿などに見られた。

## あらすじ
西暦2002年。人間が忽然と失踪する事件が連続発生していた。真相を追うネットニュース配信社OREジャーナルに所属する見習い記者の城戸真司は、失踪者の部屋を取材中、奇妙なカードデッキを発見。その力で仮面の戦士に変身した真司は、鏡の中の世界に迷い込み、自分と同じような仮面の戦士がモンスターと戦っている光景を目撃する。
現実世界への帰還を果たした真司は、もう1人の仮面の戦士である秋山蓮や、彼と行動をともにしている神崎優衣から、連続失踪事件はミラーワールドに住むミラーモンスターによる捕食であること、仮面の戦士はミラーモンスターの力を行使できる超人仮面ライダーであることを知らされた。真司は、蓮が変身する仮面ライダーナイトと同じようにミラーモンスターと契約したことで、正式な仮面ライダー龍騎となり、ミラーモンスターから人々を守るために戦っていく。
仮面ライダーは全部で13人いるが、それぞれの目的のために、最後の1人になるまで戦わなければならない宿命にあった。
真司と蓮は、優衣の説得もあって共闘しながら、ミラーモンスターと戦っていく。だが、同時にライダーバトルは混迷を極めていく。

## 登場人物
劇場版初出のライダーは劇場版 仮面ライダー龍騎 EPISODE FINAL#本作品オリジナルの登場人物を参照。

### 13人の仮面ライダー
城戸 真司（） / 仮面ライダー龍騎
本作品の主人公で、モバイルニュース配信会社「OREジャーナル」の見習い編集員。年齢23歳。モンスターによる原因不明の失踪事件の調査中に訪れた榊原 耕一の自宅アパートで偶然カードデッキを拾ったことから、巻き込まれる形でミラーワールドやライダーの戦いを知り、モンスターから人々を守るために仮面ライダーとなった。変身時、「シャッ!」と気合いを入れる癖がある。バイクはホンダ・ズーマーの赤。犬が苦手。
普通の感覚を持つ一般的な青年だが、単細胞かつ天然で若干不器用。しかし、強い正義感と行動力の持ち主でもあり、何にでも首を突っ込まないと気が済まない性格で、彼を知る人物からは、尊敬と侮蔑の両方の意味を込めて「バカ」呼ばわりされている。金回りはあまり良くなく、蓮をはじめとする他人から借金をすることもしばしばである。道を覚えるのがあまり得意ではない。また、お人好しゆえに善人を装って近づいてきた敵対するライダーに騙されてしまうことも度々ある。
当初はアパートに住んでいたが、数か月家賃を滞納したことで追い出され、一時職場である事務所に住み込んでいた。沙奈子に気に入られ、「仕事が休みの時は店を手伝う」という条件で、蓮とともに花鶏に居候することになる。料理を得意とし、特に餃子は料理の腕では一流である吾郎からレシピを聞かれた。他方で、片付けが苦手でイビキもうるさい。
ライダー同士が戦って殺し合う宿命を止めることを願っていたが、蓮の本心や手塚から明かされた事実から、ライダーたちに命を懸けてでも叶えたい願いがあると知って苦悩する。それでも人を守るために戦う決意を曲げようとせず、志を同じくする手塚や香川らと接触するなどして奔走した。クセのない性格ゆえ、多くの事情を抱えるライダーと一人の人間として対等に接し、受け入れようとすることができる稀有な存在だが、そのすべてを受け入れようとする姿勢は自らの心に迷いを生じさせる要因にもなっており、蓮にもその点を指摘された。
終盤で香川の遺した資料から戦いが無効になれば優衣が消滅してしまうことを知り、答えが出せないまま再び苦悩するが、すべてを知った大久保のアドバイスを受けて、ライダーバトル最後の日に自分の信じる戦いを止めたいという願いに辿り着く。しかし、現実世界に溢れ出たレイドラグーンから少女を庇って致命傷を負いながらも変身し、レイドラグーンを倒した後に蓮に看取られて死亡する。最後まで苦悩し続けたが、信じるものを貫き通そうとする強さは、蓮、北岡、手塚など多くのライダーに影響を与えた。
最終回のエピローグにおける新世界では金色の蟹の取材に行く途中、ライダーだった者たちと顔を合わせていった。
劇場版ではテレビシリーズ同様に戦いを止めようと奔走し、その渦中で出会った霧島美穂の心境に変化を与え、次第に彼女から好意を寄せられるようになる。11歳の時に優衣と出会っており、彼女との約束を破ったことがライダーバトルの遠因となってしまっていたことを知って苦悩。自身と瓜二つの存在であり、真司との融合を目論むリュウガの罠で一時は融合されるも分離し、激闘の末にリュウガを倒す。そして、蓮とともに、現実世界に現れたハイドラグーンの群れに突撃して物語は締め括られた。
テレビスペシャルでは、ミラーワールドに引きずり込まれたところを榊原に救われ、瀕死状態でカードデッキを託されて二代目龍騎となる。榊原の意志を継ぎ、テレビシリーズ同様のライダー同士の戦いを止める目的を抱くが、そのために高見沢率いるライダー軍団から狙われる。オーディンによって龍騎のカードデッキを破壊されるが、ベルデから自分を庇って致命傷を負った蓮からナイトのカードデッキを授かり、2代目ナイトとなった。自身の正義と信念であるコアミラーを破壊して「戦いを止める」か、蓮の願いや意志を継いで蓮の分まで「戦いを続ける」か、二択の決断に苦悩する。
「戦いを続ける」結末では、蓮と自分の見つけ出せなかった答えを見つけると同時に、蓮との友情に報いるために「戦い続ける」ことを選択し、ライダーたちに立ち向かって終了した。漫画版では、世界を荒廃させるほどの戦いの果てに最後の勝者となるも、戦いの目的はおろか自分が何者であったかすらも忘れてしまった。
「戦いを止める」結末では、コアミラーを破壊し、一度は戦いを終結させて違和感を抱く平凡な日々を送っている際、鏡の中に映るライダーたちの姿と、カードデッキが手に握られていたことで戦いは続くと悟って絶叫した。漫画版では、龍騎のカードデッキは失っておらず、他のライダーたちに「人間はライダーの力に頼らずに自らの力で戦わなければならない」と諭し、コアミラー破壊によって完全に戦いを終結させている。
- 小林の初期設定では名前は「北島亮」で、職業は警備会社のボディーガード要員であった。

秋山 蓮（） / 仮面ライダーナイト
年齢24歳。士郎の実験によって恋人の恵里が意識不明となり、恵里を狙うダークウイングに彼女を襲わさせないために士郎からカードデッキを渡されてやむなく契約し、恵里の意識を取り戻すために士郎が選ぶ最初のライダーとなった。ライダーやミラーワールドの情報を得るために優衣と行動をともにする中で真司と出会い、友情を育んでいった。沙奈子の帰国をきっかけに花鶏のウェイターとして雇われ、真司の見張り役として彼とともに住み込むことになる。バイクはHONDAのシャドウスラッシャー400を乗用。
幼少期に両親と死別し、同じ境遇である恵里と惹かれ合い、彼女の誕生日に渡すはずだった三連リングをネックレスにして身に着けている。
頑固かつ好き嫌いが激しい性格で他者に媚びようとせず、挑発的で喧嘩っ早いために孤立しがちで、過去には路上で喧嘩を売ったり買っていた。普段は目的のために冷徹に振舞っているが、本心は強い正義感と思いやりの持ち主であるため、優衣をはじめとして心から信頼を寄せる者がいる。また、モンスターに襲われる人を助けるために戦うこともある。戦いを望まない真司とは最初は反目し、口の悪さで憎まれ口を聞いたり気障な言動を見せていた。生き方は不器用だが、手先は器用で仕事はそつなくこなすため、花鶏では重宝されている。
真司や優衣から「ケチ」と言われるほど金銭欲は強く、度々真司に借金の返済を要求したり、佐野が見せた大金に釘付けになったりしているが、大金を見せられて魂を売って買収されるような卑小な性格ではない。真司同様、犬が苦手。真司ほどではないにせよ、動揺すると表情にこそ出さないものの無意識のうちに行動にそれが現れてしまう。洞察力は鋭く、お人好しの真司と違って敵対するライダーが善人を装って接近してきても、すぐに相手の本性を見抜き、ことごとく騙される真司に苛立ちを覚えることもある。
恵里を救うという目的のため、迷いがないかのように戦うが、真司に感化されていくうちに非情に徹することができなくなり、苦悩することとなる。真司に影響を受けていることは北岡とともに認めており、他人のために龍騎やゾルダと共闘したり、非情な浅倉や東條に対しては怒りを露にするなど行動にも変化が表れていく。ライダーバトルの真実の意味を知りながらも、士郎の言葉に賭けて迷いながらも戦い続け、最後の日に真司の死を看取り、自らもライダーとして信じるもののために戦うことを決意する。最後に勝ち残ったライダーとしてオーディンと戦った末に致命傷を負うが、オーディンが消滅したことで勝者となった。新しい命を手に入れ、恵里を蘇生させることには成功したが、自らは恵里のベッドの傍らで穏やかな笑みを浮かべ、眠るように息を引き取った。
最終回のエピローグにおける新世界では、花鶏から出てきた直後に真司と顔を合わせ、立ち往生を繰り返すと、以前の世界で出会った時のようなやり取りをした。
劇場版では、士郎の真意を知りつつも戦いを続けようとした。リュウガの死後、真司と決着を着けることを約束し、ハイドラグーンの大群に真司とともに挑んだ。
テレビスペシャルでは手塚と親友であり、彼とともに恵里を救うためにライダーとなった。一時はライダー軍団とともに龍騎を追い詰めるもとどめを刺せなかったことで標的にされてしまった。龍騎を庇ってベルデと相打ちとなったが、真司に自分の代わりに戦ってほしいと懇願し、ナイトのカードデッキを託して消滅した。
- 小林の初期設定では、北島亮の妹である「美雪」がコウモリのモンスターに支配され、「仲田真澄」という名の男性に変わったものであった。
- 結末については、第一稿では新しい命を受け取るのを拒絶するというヒーローっぽさが抜けていない流れであった。

須藤 雅史（） / 仮面ライダーシザース
年齢28歳。小竹署の刑事。一見すれば人当たりの良い真面目な刑事に見えるが、裏では刑事という地位を隠れ蓑として悪事を働いていた。裏の仕事仲間の加賀友之と報酬アップを無心したことで揉めて殺害し、その死体を壁に塗り込んでいる際に士郎と出会い、カードデッキを受け取って仮面ライダーとなる。最初は自らの殺人の隠蔽のために行使していたライダーの力を、次第にライダー同志の戦いで頂点を極めることに目的を変質させ、それに誇りを見出すようになっていった。また、殺人の隠蔽も兼ねてボルキャンサーに一般人を捕食させていた結果、初登場の時点では既に龍騎やナイトと互角に戦えるまでパワーアップを果たしていた。こうした人としてのモラルや感情が欠如した態度には、真司に静かな怒りを顕わにさせた。
登場当初、加賀が店長を務めていたアンティークショップ「TIN'S COLLECTION」に身辺調査にやってきた令子を殺害しようとするも失敗に終わり、これがきっかけで完全犯罪の計画にも綻びが生まれてしまう。また、ボルキャンサーの捕食を龍騎やナイトに妨害されたことにより、素性を隠して真司から蓮と優衣の情報を聞き出して2人の暗殺や誘拐を目論むも、逆にライダーとしての正体を知られることとなり、怒りに燃える真司から戦いを挑まれかけるも蓮と交戦。戦いを優位に進めてナイトを後一歩まで追い詰めるが、互いのファイナルベントが激突した衝撃でカードデッキが砕け散ったことで契約が解消されたため、ボルキャンサーに捕食され、吸収されてしまう。
テレビスペシャルでは警視庁の刑事であり、最初は「浅倉を逮捕する」という刑事の使命感からライダーになるが、浅倉の逮捕後に次第にライダーの力に心を飲み込まれてしまう。真司に対しても力を貸すふりをして近づいたが、裏では高見沢率いる他のライダーたちと結託しており、本性を現して龍騎を追いつめるも乱入した王蛇に「ミラーワールドに刑事はいらない」として倒された。
漫画版での流れもテレビスペシャルと同様だが、浅倉が既に高見沢の傘下に加わっていて返り討ちに遭わなかったため、最後まで浅倉とも共闘するという形になる。詳しい描写は描かれていないが、戦いを続ける場合は最後は真司に他のライダーとともに倒されていることが示唆されている。戦いを止める場合の結末は言及されていない。
テレビスペシャルも含めてわずか3回の登場ながらも、本作品の仮面ライダーが単なる正義の味方だけではないこと、それにライダーとモンスターの危険な契約関係や戦いに敗れたライダーの末路といった重要な要素や方向性を示すうえで重要なキャラクターである。

北岡 秀一（） / 仮面ライダーゾルダ
年齢30歳。不治の病に侵されており、永遠の命を手に入れるために仮面ライダーとなった。どんな不利な裁判でも逆転無罪にし、「クロをシロにしてしまう」ほどの実力を持っていて、「スーパー弁護士」を自称。だが、同時に多くの大手企業に法外なギャラを請求する悪徳弁護士でもあり、令子に言わせれば「彼に裁判の弁護を依頼するのは罪を認めたようなもの」である。
一見すると気さくで社交的だが、母親に甘やかされて育った影響から、かなりのナルシストで口が悪く、利己主義な性格。私生活では、ジャガーやポルシェなどの高級車を乗り回し、好きな食べ物は「贅沢なものなら何でも」で、元秘書のめぐみによると「濡れ手に粟」を好きな言葉とし、写真を撮る角度のベストは右斜め45度。エリート意識が強く、ダブルのスーツを着こなすスタイリッシュな振る舞いを好むが、人間の欲望を愛し、欲しいものは手に入れ、やりたいことは全部やる主義の持ち主で、社会正義やプライドなどよりも報酬を重視している。そのため、「仕事の腕は最高だが、人間は最低」と令子に言われている。ゆえに悪い噂も存在し、表舞台ではイメージアップを図りたがっている。一方で金次第でどうにでも動くわけではなく、佐野が買収のために大金を持ってきた際は表面上は喜んで引き受けるが、信用できないゆえに「契約書が必要」と金だけ受け取って協力を反故にしようとするなど、転んでもタダでは起きないしたたかさを見せたこともある。子供が苦手。
その性格ゆえに少年時代から友人は皆無であだ名もないなど、よく知る人物からは手酷い評価を受けているが、重病人の高額な手術費用を秘かに立て替えたり、不治の病に侵された（まったくの誤解だったが）めぐみとの間にデートを取り付けたりと、自分と同じ境遇の者には情を見せる一面があるなど根っからの悪人というわけではなく、また秘書兼パートナーである吾郎との間には絶対的な信頼関係を築いている。
取材を通じて知り合った令子を度々デートに誘うものの、「同情で落としたくはないから」と自分の病気のことは知らせようとしなかった。また、令子にモーションをかけている最中に自分より脱走中の浅倉のほうに興味があると言われた時は、ショックのあまり寝込んで仕事を休んでしまうなど、打たれ弱い一面も見せる。また、令子が行方不明になったことで柄にもなく取り乱した真司から無茶苦茶な我儘を押し付けられた時には、変身する最中にドサクサに紛れて仕返しするなど、大人気ない一面も見せたことがある。
偶然知り合った真司と意気投合し、その縁で島田誘拐事件で誤認逮捕された真司の弁護を担当。その際に真司がライダーと知る。蓮同様、真司と関わるうちにその行動に感化されていくようになる。ライダーになる前の浅倉の弁護を担当していたが、さすがに無罪にはできなかったことで浅倉から逆恨みされている。浅倉がライダーとなって脱獄した後は、過去の因縁から付け狙われるようになり、決着を付けるために何度も行動を起こしたが、次第に彼を野放しにしてしまった原因が自分にもあると感じるようになった。
次第にライダー同士の戦いを空しく感じるようになっていき、戦闘で負傷して弱った浅倉や東條に追い撃ちをかけない、真司が優衣を救うために自分を戦いに誘った際には、あまりの変貌ぶりに困惑して「見てられない」とまで発言して拒むなど、理性的な面も見せるようになる。そして、病の進行で倒れたことをきっかけに士郎から脱落を告げられ、自らの運命を受け入れて戦いから身を引くことを決心する。ライダー引退記念に切望していた令子とのランチを取り付けるが、もう一つの最後の望みとして浅倉との決着をつけることに執着する。しかし、どちらの願いも叶えることなく、事務所のソファで眠るように息絶え、カードデッキは吾郎に受け継がれた。
最終回のエピローグにおける新世界では病死しておらず、令子からの取材に対してスーパー弁護士と返答。
劇場版では、浅倉が美穂の姉を殺しているため、彼を死刑にしなかったことで美穂からも恨まれ罪の意識を感じていた。ライダーバトルでは王蛇から美穂を助けようとしたが、彼女から拒絶されてしまったことで戦いを空しく感じ、病気の進行もあって残りの人生を楽しく生きることを望んで自ら脱落した。劇中での明確な死亡描写こそなかったものの、戦わずして退場という点はテレビシリーズと同様であった。
テレビスペシャルでは、高見沢率いるライダー軍団と結託して真司や蓮を追い詰める。テレビシリーズ同様、浅倉の弁護士であったが、再逮捕後は弁護を拒否し、彼が二度と変身できないように王蛇のカードデッキを手に入れていた。浅倉の脱走後もテレビシリーズでの関係同様、龍騎討伐の最中にも一騎討ちで戦い始めた。
- 金には汚くて情には脆いという設定であるため、弁護士か医者という設定であったが、『アギト』で木野薫が医者の設定であったため、弁護士となった。
- 放送当時には、北岡をフィーチャーした写真集『その男、ゾルダ』も角川書店より発売された。主役でないにも関わらず、また演じる役者ではなく役柄そのものとして写真集を出す方式は、当時としては初の試みであったが、売り上げも良く3 - 4刷の増刷が出るほどだったという。

他作品への登場
『仮面ライダー×スーパー戦隊 超スーパーヒーロー大戦』
アクションゲーム「超スーパーヒーロー大戦」のキャラクターとして登場。最強のヒーローチーム「仮面戦隊ゴライダー」になるヒーローを選抜するためのトーナメント戦において、チームエグゼイドの緑枠に選ばれた。その時点では乗り気ではない様子を見せ、参戦にあたって契約書の締結を要求したが、戦闘では勝利を収めてチームの優勝に貢献し、ゴライダーに選ばれるとミドライダーに変身してショッカーと戦った。ショッカー首領三世との決戦ではゾルダの姿で他のヒーローたちと共に現実世界に現れ、「この戦いは契約書にはなかったよね?」と言いながら参戦したが、倒されてゲームの世界に戻っていった。
- 小田井涼平は「当時のままの北岡だと浮いてしまうので、『エグゼイド』の世界観の北岡として演じた」と語っている。

手塚 海之（） / 仮面ライダーライア
年齢24歳。数回指で弾いた3枚の銀貨によって人の運命を予測して占う占い師。「俺の占いは当たる」という口癖通り、占いの的中率はほぼ100パーセントで、その能力のみならず、観察力・洞察力・情報収集力にも優れている。しかし、「運命はむしろ変えるもの」という信条を持っており、望まれない運命でも相手にはハッキリ指摘して運命の変化を促す。ライアのカードデッキは、士郎に勧誘されながらも人と戦うことや契約を拒絶してガルドサンダーに食い殺された親友の斉藤 雄一から受け継いだもので、斉藤を救えなかった悔恨か彼の信じた正義を無駄にせず、変えられなかった運命を変えようと決意し、仮面ライダー同士の戦いを止めるためにライダーとなった。また、斉藤が士郎からカードデッキを渡される前に浅倉からの暴行で右腕が再起不能となったため、浅倉を憎んでいる。バイクはHONDAのCB400SFを乗用する。
一見するとクールだが、自分を犠牲にしても他人のために献身的に動く気質の持ち主で、危険を顧みずにライダーの戦いの場に飛び込み、破滅への道を進む蓮に何度も忠告。
偶然出会った蓮の運命を見通し、その運命を変えようと忠告して回るうちに真司や優衣と出会い、志をともにする彼らの共感を得ることとなる。その後は一時期花鶏に居候し、真司の貴重な協力者として共闘し、その経緯からライダーの事情を知らない真司に彼らの抱える事情や願いについての情報を与え、戦いを止めるために奔走する。自らの願いとして戦いを止めることを選択しているため、真司とは異なり迷わず行動を起こす。また、優衣を占ったことから彼女の出自に疑問を抱き、彼女の生家を突き止めて優衣を導くとともに、独自の調査によって真実の一端に気付いていたようでもあり、「今はまだ詳しいことは言えない」や「優衣から目を離すな」と真司に話している。戦いを促すために士郎よりサバイブ-疾風-のカードを渡されるが、それを拒否して蓮にカードを託した。
自身の占いでガイの次に消えるライダーが龍騎と出たため、その運命を変えるべく、王蛇の放ったベノクラッシュから龍騎を庇って致命傷を負う。その戦闘離脱後、占いの本当の結果を真司に伝えて「俺の占いがやっと外れる」と心中で呟きつつ、真司と優衣に看取られながら息を引き取った。死の直前に、鏡の中の優衣が鏡の中の自分ではなく現実世界の自分を見ていることに気付いたため、前述の「目を離すな」という発言を残した。
最終回のエピローグにおける新世界では、東條とぶつかってしまった直後の真司に声をかけて「今日の運勢は最悪」と告げる（その占い通り、真司は今度は浅倉にスクーターを蹴倒されてしまった）。
テレビスペシャルでは、蓮の親友にして恵里の元恋人で、彼女を助ける目的で蓮とともにライダーになったが、そのために他人を犠牲にすることに疑問を持ち始めていた。ミスパイダーやレスパイダーとの戦闘中、ベルデに倒された。漫画版では、「仮面ライダーという仮面を着け続けることで人間性が失われていき、ミラーモンスターは人間性を失った人間の成れの果てではないか?」と推測した。
- 企画当初では、僧侶という設定であった。
- テレビシリーズ放送終了後の2003年には、手塚が執筆したという設定で『仮面ライダー占い』（主婦と生活社）が出版されている。

芝浦 淳（） / 仮面ライダーガイ
年齢21歳。明林大学経済学部3年生。特に願いは決めておらず、ゲーム感覚で仮面ライダー同士の戦いに加わる。ネットゲームクラブの「マトリックス」に所属しており、人間心理を解析・応用し、ハマった人間が本当に殺し合いを始めてしまう殺人ネットゲームを開発した。
人の心を支配することに喜びを感じ、サークル仲間に勧めて戦い合うように扇動していた。大人しく気弱な青年を演じているが、本性は残忍・狡猾・ワガママで、見下した相手を小馬鹿にする自信家で人生をゲーム感覚で愉しんで野望を進めようとする。しかも、ライダー同士のバトルを否定する真司や迷いを持つ蓮と違って、相手の命を奪うことに対しても躊躇しないため、他のライダーとは違った強さを持つ。父親は大会社の社長で北岡の上得意でもあるため、一連の殺人ゲームの容疑で捕まるものの彼を使って釈放させるなど、警察相手にも動じない図太さがあるなど煮ても焼いても食えないタイプである。だが、士郎の提示したルールを死守して、ライダー同士の戦いのルールを守らない者も戦うように仕向けるために後押ししたり、ゲームの盛り上がりに欠けるなら敵対するライダーを仕方なく助太刀するなど、自分なりの美学とプライドは持っている様子も見せる。
真司からドラグレッダーのカードを奪ってカードを燃やすと脅したり、OREジャーナルを乗っ取って日本中を操る戦闘ゲームを作る拠点にしようと企むも失敗。脱獄してきたばかりの浅倉をバトルに参加するように唆し、その後は戦いを拒むライダーが多いことに業を煮やし、戦いを盛り上げようと優衣を誘拐することで6人のライダーによる大乱戦を演出する。しかし、近くにいたという理由で王蛇に盾にされ、ゾルダのエンドオブワールドの直撃を受けさせられたことに逆上して王蛇に襲い掛かるが、逆に返り討ちにされて爆死した。テレビシリーズでは唯一、爆死によって退場した。
テレビスペシャルでは高見沢と徒党を組んでおり、彼を「さん」付けで呼ぶなど子分のような立場となっており、真司を「ケツの青いガキ」呼ばわりする。共謀して真司や蓮を襲って追い詰めていくが、ディスパイダーの吐いた糸に捕まって喰い殺された。劇中で変身状態で捕食され退場したのも唯一彼のみである。漫画版では捕食されずに生存していて、詳しい描写は不明だが、戦いを続ける場合は最後は真司によって他の仮面ライダーとともに倒されていることが示唆されている。

浅倉 威（） / 仮面ライダー王蛇
年齢25歳。神奈川県三ツ浦市出身で、1977年4月10日生まれ。関東拘置所に拘留されていた凶悪殺人犯で、ライダーバトルのペースが遅々として進まないことに業を煮やした士郎により、戦いのペースを上げるために選定された。変身直後に首を捻る癖がある。
自分の中に理由なく溢れてくる闘争心と憎悪に溺れ、誰かにずっと殴られて育ってきたことから、殴るか殴られるかしないと落ち着かない体質と、銃を持つ刑事複数人さえも生身で殴り飛ばすほどの高い戦闘能力を備えるようになった。その気質によって、13歳のときに後述の弟を殺すために実家に放火して両親を殺害し、その後も「イライラした」という動機だけで常に標的を探して襲撃し、多くの人間を理由なく暴行や殺害に及ぶなど数多の悪事に手を染めていた。あまりの罪状の重さから、様々な汚い手を使った北岡でさえ無罪にはできず、懲役10年の刑にするのが限界であった。そのため、北岡に対しては拘留中から役立たずと罵って逆恨みの念を抱き、脱獄後も執拗に付け狙った。相手を逃がせば執念深くつけ狙う粘着質な側面は、時に北岡以外に向けられることもある。
暴力性だけでなく頭の回転の速さもまた異常であり、生き残っていた実弟の三原暁を捕食させた件を始め、目的のためならば平時や戦闘時を問わず、他人を騙して利用するなどといった傾向もみられる。これらの異常性から、蓮や北岡など多くの人物には「人間ではなくモンスター」とまで評された。しかし、一方でモンスターをおびき寄せるための囮としてモンスターに狙われていた少女を助け、利用しながらも結局殺さずに見逃したり、東條の居場所を北岡に尋ねたり、「真司が馬鹿だと思う奴は手を上げろ」という戯れに付き合うなど、いかなる時でも誰彼構わず敵視するわけではなく、その時点で浅倉自身にとって理由が無ければ冷静な対応に及ぶこともある。
脱獄囚ゆえに野宿をしており、服装も脱獄後にミリタリーショップで店員を殺害して強奪した蛇皮のジャケットを一貫して着用。両親の殺害後は「食料が無いときには泥をも食ったことがある」と語るなど浮浪者のような生活をしてきたらしく、その名残からか野宿生活の最中にはトカゲを焼いたり、生卵数個をコップに割って一気飲みしたり、ムール貝を殻ごと噛み砕くなど、常人の域を超えた悪食ぶりを見せる。他方途中で辞めているとはいえ、高校に通ったり定職に就いていたといったプロフィールも明らかにされており、自動車に乗車時はシートベルトを締める、カップ焼きそばを食べる際はお湯を捨てるなど、最低限の人間性が備わっている。また、士郎に対しては本人なりに恩義を感じているのか、食事を勧めることもあった。
望みを叶えることに興味はなく、戦いに喜びを見出して戦っており、士郎から願いを求められた際は戦いを続かせることを願おうと考えた。真司や蓮をはじめとする多くのライダーたちにも敵意を持っており、劇中ではガイ、ライア、インペラーと、テレビシリーズに登場したライダーの3分の1に当たる3人のライダーを倒し、士郎の思惑通りライダーバトルの構図を大きく変化させた。中でも前述の事情から、物語の最後までゾルダこと北岡を倒すことに執着し続け、最後の1日にその悲願を果たす。しかし、それが吾郎だったことを知ると、因縁の宿敵を倒した歓喜から叩き落されて苛立ちが限界に達し、潜伏していた廃倉庫の屋外にて待ち構えていた警察機動隊に鉄パイプ一本を握りしめて単身で突進し、一斉射撃を受けて死亡した。
最終回のエピローグにおける新世界では、真司のスクーターを通行の邪魔として蹴倒してサイドミラーを折り、「イライラさせるな」と言って去っていった。
劇場版では美穂の姉を殺し、彼女の望みの一つが姉の仇を討つことであったため、美穂に狙われて交戦することとなる。リュウガにジェノサイダーを倒されてブランク体になったうえ、ファムにカードデッキを破壊されて変身が解け、その状態のまま狂気に満ちた笑い声とともに消滅したが、その間際にあってもなお、生身のままファムの首を絞めあげようと執念深さを見せた。
テレビスペシャルでは、須藤と北岡によって関東拘置所の特別房送りにされ、フェイス・マスクと拘束衣で厳重に拘束・収監されていたが脱走。シザースを倒した後は、ゾルダとともに龍騎やナイトと戦った。
- 企画当初では死刑囚という設定だったが、番組上では語られなかった。脚本の小林は、脱獄することが望みであったため、唯一、願いが先に叶ったライダーであり、願いが先に叶ったらどうなるのかと思って書いたという。最終回の浅倉は、殺人を犯していない程度のワルという演出であったといい、「イライラさせるな」という台詞も今までよりも柔らかめに言ったという。

東條 悟（） / 仮面ライダータイガ
年齢25歳。清明院大学の香川の研究室に属する大学院生。ミラーワールドを閉じ、「英雄」になるという理由でライダーになっており、仲村や香川と行動をともにする。
カフカの『変身』の文庫本を愛読する柔順で物静かな青年である一方、人の死を悼む情緒を抱きながらも、小さな犠牲は英雄になるためには仕方ないという考え方に取り憑かれ、目的のためならどんなことでもする短絡的思考と、邪魔な人物はすべて排除しようという自己中心的思考をも併せ持っており、それに起因しての歪んだ理想と憎悪に取り憑かれていくようになるなど、その情緒不安定さから来る行動は時に奇行の域にまで達することすらある。この狂気的な性格は、真司に「（闘争心が行動原理である）浅倉のほうがまだわかりやすい」と評されるほど。士郎からもそういった性格を見込まれて選定されており、結果としてライダーバトルの渦中に身を置く中で、次第にライダー同士の戦いに勝ち残ることで自らが英雄になろうと考え、「英雄」という言葉の解釈で香川との間にも徐々に齟齬が生まれることとなる。バイクはCB400カスタムを乗用する。
後述の「英雄の覚悟」を、大切な人を倒せば強くなれるものであると曲解し、仲村と香川を相次いで殺害したのみならず、戦いに敗れた自分を介抱した佐野さえも「大切な人」と見なし手にかけようとする。だが、後述する佐野の死の真相を知らされ、大事な友人への裏切りが無意味だったことを悟る。その後も自暴自棄に近い形でライダー同士の戦いに身を置き続けるが、浅倉には文字通り心身ともに打ちのめされ、北岡からの「英雄になろうと思った時点で失格」という出任せの台詞に逆上するなど、これらの出来事が重なるうちに情緒不安定の度合いをより増していく。そんな中、ナイトやゾルダ、王蛇を罠にかけた後、次に為すべきことがわからないまま街を彷徨ううち、前を行く親子に突っ込んできた暴走トラックから咄嗟に父子を守り、身代わりとなってトラックに轢かれて死亡する。翌日の新聞の記事の片隅に小さな見出しで「親子を救った英雄」と記され、皮肉にも自身が望んだ形とはほど遠いものではあるものの願いが叶った。
最終回のエピローグにおける新世界では、自転車で移動中に真司が手押ししていたスクーターと衝突する。真司に平謝りして立ち去っていった。
テレビスペシャルでは変身後の姿のみ登場。
- 浅倉が昭和的な危ない人物として設定したため、それと対照的に現代的な危ない人物と設定された。語尾に「かも」をつけるのは口癖ではなく、他人に対しては断定口調で言えるものの、自分の感情に関してはうまく把握ができず確信が持てないため、仮定形になるからであるという。

佐野 満（） / 仮面ライダーインペラー
年齢21歳。ウォーターフロントに本社を置く大企業「佐野商事」の御曹司だが、2年前に父親から勘当されていた。フリーターで高級車の多い地下駐車場の警備員の仕事で生計を立てている。口の達者なお調子者でお世辞が巧く、仕事中に高級車に乗った金持ちに媚を売って、チップをもらうこともしばしばである。自らの貧しい境遇を不満に思っているため、金も地位もある楽な生活をすることを願っている一方で、彼女には振られっぱなしでバイトも続いていないため、死にたいぐらいの毎日を送っていた。その最中に士郎からカードデッキを与えられ、いい暮らしを手に入れるためにライダーとなった。
このような経緯や思考ゆえに、報酬を目当てに真司や香川に対して自分を売り込んでは、条件次第で離反や加担も平気で繰り返すなど、その力をビジネスとして金儲けに行使することしか考えておらず、立場も極めて流動的であるため、香川からは「なんの信念もなければ理想もない」と評されている。後に父親の急逝に伴い、その遺言で実家である佐野商事の跡目に指名されて新社長として迎え入れられ、さらに財産を引き継いだり、縁談まで持ち上がるなど、それまでとは一転して全ての夢がかない、幸福の絶頂を迎える。このように戦う理由を失いデッキを返却しようとしたものの、士郎とモンスターたちからはなおもライダーバトルの継続を迫られ、自分の人生と手にした幸福を手放すまいという焦りから、不調に終わるものの他のライダーたちに守ってもらおうと金で雇おうとし、自分の味方につけようと画策するようになる。
しかし、怪我の手当てをするなど面倒を見ていた東條に前述の「“大切な人”を倒せば強くなれる」という理由からバトルの最中に重傷を負わされたうえ、王蛇の攻撃を受けて壁に衝突した衝撃でデッキを破壊されて現実世界に戻る術を失った末に粒子化して消滅。自らが行った裏切りなどが産んだ、因果応報な最期ではあったものの、幸福を求める行動原理は極めて人間的であった。また、視聴者に改めてライダー同士の戦いの過酷さと、「勝ち残る前に願いが叶ったら？」に対する答えを示すキャラクターとなった。
テレビスペシャルでは変身後の姿のみ登場。

高見沢 逸郎（） / 仮面ライダーベルデ
年齢38歳。テレビスペシャルにのみ登場。巨大企業の高見沢グループの総帥を務める実業家。すべてを手に入れたかに見えるが、その欲望は尽きることはなく、超人的な力を得るために仮面ライダーとなった。自分の手中にある高見沢グループでさえ「屁のようなもの」と吐き捨てている。
その立場もあってイニシアチブを取るのがうまく、契約モンスターの特性を活かした戦術と生来のカリスマ性から、他のライダーからは一目置かれている。普段は紳士的で屋敷の使用人たちからは慕われるなど温厚な人格者のように見えるが、その本性は過激・尊大・傲慢・粗野で、他のライダーたちを利用して龍騎とライアの抹殺を謀るなど、目的のためには手段を選ばない野心家。また、ライダー同士の戦いを止めるために協力を仰ぎに来た真司に「人間はみんなライダー」と豪語している。現代社会をライダーバトルに譬えており、他人を戦って蹴落とすことが生きる道と説く。
最後はナイトに致命傷を負わせたが、ナイトの飛翔斬を受けて爆死した。漫画版では映像版のような激情ぶりは見せず、クールな雰囲気で描かれていた。

仮面ライダーオーディン
最後に勝ち残ったライダーと戦って勝利することを主目的とする13人目のライダー。その目的が果たされるまでは、何度倒されようとも復活する。ガルドストームらと同様、時に優衣に迫る脅威を排除する役割も担う。当初はデッキを所有している士郎自身が変身しているかと思われたが、劇中では最後までその正体については描写されず、後に刊行されたムック本では、実体を持たない士郎が無作為に選んだ人間が変身していた、言わば士郎の代理人的な存在であると説明されている。
サバイブ形態の龍騎やナイトさえも寄せ付けないなど、他のライダーを超えた戦闘能力を見せ付ける一方、士郎の心理状態に大きく影響されやすいという難点もあり、2人目や3人目はそれが原因で撃破もしくは消滅している。1人目もナイトとの交戦で圧倒的優位に立ちながらも土壇場の反撃で敗れるなど、必ずしも無敵の存在ではない。
テレビスペシャルでは、ミラーワールドを守るために他のライダーたちと共闘し、龍騎のカードデッキを破壊。ミラーモンスター登場時には姿を消していた。

### 疑似ライダー
仲村 創（） / オルタナティブ
年齢27歳。清明院大学の江島均教授の江島研究室に所属していた大学院生。感情的で短気な性格の持ち主であり、香川研究室に所属した後も、主目的であるミラーワールドの脅威から人を守るよりも、後述の復讐心から来る激情に駆られることもあった。
神崎士郎の実験には参加していなかったため唯一難を逃れたが、それにより研究室の仲間を全員失う。序盤ではそのトラウマから大学で会った優衣に対して士郎の実験とは無関係な素振りを見せていたが、後に香川や東條と出会って真相を知り、士郎への復讐のためにオルタナティブとなり香川研究室に所属、優衣の命を狙う。その過程で優衣を守ろうとする真司と交戦に及ぶも、自分の信じる“英雄”の姿に相応しくないと判断した東條の逆恨みによる奇襲を受けて死亡した。

香川 英行（） / オルタナティブ・ゼロ
年齢37歳。若くして清明院大学の教授の地位に就いた天才であり、一度目にした物は理解する前に全て覚える瞬間記憶能力の持ち主でもあるため、余計なものは見ないようにしている。滅多に感情を表さないが、内に秘めた強い正義感は東條が理想の英雄像を重ねるほどである。また「多くを助けるために一つを犠牲にできる勇気」という信条を掲げており、それを「英雄の覚悟」と説いて東條の信頼を得ていた他、妻の典子や息子の裕太が士郎によって危険に晒された際も、この信条の元に優衣の抹殺を優先させるという、苦渋の決断を下したこともある。
士郎が在学時に、彼の研究資料を偶然読んだことでミラーワールドの存在を知り、後にその記憶を基に研究を重ねた末、ミラーワールドと士郎の目的の全容を独力で解明した。その上で士郎の計画を間違いと断じており、ミラーワールドを閉じるべく自身の行いに賛同した仲村と東條を率いて優衣の抹殺を画策。士郎の残した研究資料とタイガのカードデッキを基に、疑似ライダーのオルタナティブを開発し、自らもオルタナティブ・ゼロとしてライダーバトルに身を投じることとなる。
戦いの中で、次第に暴走していく東條の偏った英雄観に警戒心を抱き、自身の家族と触れ合わせることで人間性を取り戻させようと試みるも、逆にそれが災いして彼の予期せぬ気まぐれを招き、あと一歩まで優衣を追い詰めたところをタイガの不意打ちにより死亡し、東條によって現実世界に抱き上げられながら戻ってきた際に粒子化した後に消滅した。香川の遺した研究資料は、東條によって焼却されるも一部が真司の元に渡り、彼にミラーワールドや優衣の真実を知らしめることとなった。

### ライダーの関係者
神崎 優衣（）
年齢19歳。1983年1月19日生まれ。ライダー同士の戦いを止めるために、失踪した兄の士郎を探している少女。花鶏のウェイトレスを務めることもあるが、可愛い顔ではあるが愛想がない。劇中当初から蓮と行動を共にしているが、蓮に完全に同調しているわけではなく、彼の戦いも止めようとしていた。
基本的には、芯が強いしっかり者。しかし、行方不明になった令子や奈々子を探し出すべく令子のお見合い相手である蔵井の家を留守中に潜入した時には、捜査するために家の中をしっちゃかめっちゃかにしてなおかつ気にしないなど、ガサツでいい加減かつチャランポランな一面も見られた。
その正体は、士郎同様ミラーワールドの存在。実は13年前に両親の虐待が元で一度衰弱死しており、ミラーワールドにおける彼女が遺体と融合したことで蘇生したが、20歳の誕生日（2003年1月19日）までの期限付きの命だった。そのため、現実世界にいるように見えて本体は鏡の中におり、序盤の時点から時折不可解な現象を見せている。士郎は優衣に新しい命を与えるためにライダー同士の戦いを仕組んでいた。そして、生き残った最後のライダーをオーディンで倒すことで、新しい命を得る権利を奪い去るというのが本来の計画だった。
最後は20歳の誕生日を迎える2日前に現実世界から消滅し、ライダー同士の戦いが終わった後、士郎を説得し戦いを完全に終結させたことで、士郎とともに現実世界から完全に消滅して、ミラーワールドも崩壊したことで現実世界にもその影響が及ぶが、自らの願いによって新たな歴史を始めさせた。その後は、様々な絵が貼られた白い部屋で、子供のころの神崎兄妹とともに皆が幸せな絵を描いている姿が映されている。
劇場版では幼少期に真司に約束を破られたのがきっかけでミラーワールドの彼女と一体化した。20歳の誕生日、士郎からの新しい命を拒み自害した。
- 脚本を担当した小林の初期設定では、刑事であった。

神崎 士郎（）
年齢25歳。1977年9月29日生まれ。清明院大学の江島均教授の江島研究室に所属していた大学院生。優衣の兄。優衣と別れ、養子として引き取られた際の旧姓は高見（）。人を仮面ライダーに変身させる技術を開発し、ライダー同士の戦いを仕組んだ張本人である。オーディンのカードデッキを所有しているが、ミラーワールドの存在となったことで実体がなく、自分では変身出来ない。1年前、アメリカのアクレイ大学で行われたカードデッキの開発実験中に死亡したことになっていることから幽霊のような存在ということも出来るが、現実世界に現れることは可能である。ライダーバトルが遅々として進まないことに業を煮やしており、戦いのペースを上げるべく浅倉をライダーとして選定したり、戦いを拒む手塚や真司にサバイブのカードを与えたりと、舞台裏で暗躍する。冷静沈着な性格だが、優衣のことに関しては見境がなくなる。その最たる行動として、兄の不可解な行動に怒った優衣に破かれてしまった彼女が描いた絵を元に戻すためだけにタイムベントを発動している。主にガルドサンダーなどの鳳凰型のモンスターを従えており、邪魔者や優衣に危害を加える者の抹殺などを行わせていた。
その目的は、一度死亡した優衣に新しい命を与えることであり、失敗するとタイムベントを使い時間を巻戻し、戦いを繰り返していた。戦いを止めようとする優衣の説得を拒んだ上、彼女の消滅を目の当たりにしてもライダーバトルの続行を強要した。優衣の消滅後は残された時間が少ないことによる焦りを募らせ、さらには彼女が消滅前に残した言葉を受けて葛藤する。最後は優衣の説得を受け入れ、ライダーバトル自体をなかったことにし、彼も現実世界から完全に消滅した。ライダーバトルがなくなったことで歴史も修正され、真司たちはライダーバトルに関係する記憶を失った上で復活することとなった。
劇場版では自害した優衣を見て狂態を露わにし、消滅するに至った。
テレビスペシャルではストーリーテラーとしてのみの登場となる。

大久保 大介（）
年齢36歳。「OREジャーナル」の代表取締役兼編集長。真司の大学時代の先輩でもある。真のジャーナリズムを追求するため、大手新聞社を退社して会社を設立した。お調子者だが熱いジャーナリズムとタフな精神の持ち主。トラブルを多く引き起こす真司には手を焼いているが、彼の非凡な行動力と誠実さを誰よりも理解、信頼している、真司にとっては兄のような存在。
ライダーバトルに気を取られ、仕事を疎かにする真司の行動に疑問を抱くが、真司への信頼から減給処分のみで追及は行わないことに決める。終盤で令子とともにミラーワールドや仮面ライダー、そして真司がライダーとして戦ってきたことを知り、その苦悩を受け止めた上で大久保が送ったアドバイスにより、真司は自分の信じるものを見つけ出した。

桃井 令子（）
年齢24歳。「OREジャーナル」の記者で、真司の先輩。疑惑解明のためならば、些細なことでも徹底的に追求する有能さと、危険な仕事でも逃げないジャーナリスト魂を併せ持ち、真司は彼女を目標としている。連続行方不明事件および浅倉関連記事の担当者でもあり、真司は令子がリスト化した行方不明事件の被害者の中から見つけた榊原の部屋を訪ねた。強い責任感を持つ気丈な性格であり、取材で知り合った北岡にそこを気に入られ、積極的なアプローチを受けていた。
人間業では不可能な脱走を繰り返す浅倉を調査するうち、同じく周囲に人間の消滅が付きまとう神崎士郎の存在を突き止め、連続行方不明事件に士郎と鏡が関係しているという仮説にたどり着く。そして士郎の日米での母校と、浅倉護送の際に鏡の排除を徹底した北岡の身辺を中心に、独自の取材を行った結果、士郎がアメリカに遺した研究資料や彼の死亡診断書のコピーを入手、ミラーワールドや仮面ライダーについての真相を突き止めることに成功した。

島田 奈々子（）
年齢23歳。「OREジャーナル」のシステムエンジニアで、事務や広報を担当する。イグアナのマリリンを社内の給湯室でペットとして飼っているなど、どこか風変わりな女性だが、コンピューターに関する知識は一流で、顧客データを盗んだ芝浦の言葉をきっかけに、彼が作り出したハッキング不可能なプログラムの破壊ウイルスを短時間で作ったこともある。愛用しているiMacにはアマリリスという名前をつけている。プログラマーとしての腕は一流だが、言いたいことがすぐに口に出てしまう性格。途中から「OREジャーナル」のメンバーとなっためぐみとは、コンピュータの扱いなどから折り合いが悪いらしく、彼女が入社してからは毎日喧嘩している。
偶然から、北岡が不治の病に侵されていることを耳にして知っており、物語終盤において令子が北岡からデートに誘われた時には、真相は隠しつつ受けた方がいいと強硬に主張。同時に真司にもそれを話したことで、真司は北岡がライダーとして戦う理由に気付いた。
マリリンの野外撮影をしていた際、その背景にあった壁面ガラスに偶然ギガゼールを写したことで、ミラーモンスターの存在を「OREジャーナル」メンバー全員に知らしめることとなり、偶然ながらも真実の解明に大きく貢献した。一方で、この写真を記事にも掲載したが、デマとしか受け取られなかったために苦情が相次ぎ、購読契約が大量に解約されてしまい差し押さえられたため、経営を傾けることになってしまう。この写真の一件で、めぐみとも意気投合したような関係となる。

浅野 めぐみ（）
年齢25歳。北岡秀一の元秘書だが、その経緯は「本来はジャーナリスト志望だが、専門学校で間違って秘書科を受験したため、とりあえず」というものだった。吾郎と同等かそれ以上の腕前の拳法の達人ゆえボディーガードに最適と判断した北岡に雇われたが、あまりにも勘違いがひどい上そそっかしかったため解雇されていた。その後は移動ラーメン屋「みちのく」を経営していたが、北岡を婚約不履行で訴えたことで真司や令子、さらには吾郎や蓮まで巻き込み、モンスターにも狙われたが、その不器用さが幸いして、北岡がモンスターの方に同情するほどの事態が偶発し難を逃れた。その後大久保に気に入られて、「OREジャーナル」に入社した。さらにその後、真司が戦いを終えてビルの壁面ガラスから戻って来るのを偶然目撃、その秘密を探るべく真司をつけ回すが、結局「鏡を使ったマジックだろう」と勘違いして解釈、真司の正体は暴かれずに済んだ。
低血圧であり、緊張したり激しく動いたりすると（得意の拳法を使用した場合も例外なく）貧血を起こして倒れる体質で、それを現代医学では治らない病で余命僅かであると勘違いしていた。島田から借りたパソコンのホワイトミルキーにごさくという変なニックネームをつける。第41話で浅倉が真司を呼びに「OREジャーナル」に訪れた時は、拳法の達人ぶりを見せる描写は無く、大久保や島田同様うろたえて騒ぐばかりだった。

神崎 沙奈子（）
年齢45歳。優衣と士郎の叔母で喫茶店「花鶏（）」のオーナー。秘境の探検旅行が趣味で、花鶏である程度売り上げが貯まるとそれを資金としてあらゆる国へ放浪する。劇中ではヒマラヤから帰国し、次はアマゾンへの旅を目指し、アマゾン同好会というサークルによく参加している。心は広いが優衣曰く「かなりの変人」。「私の勘に間違いはないわ」が口癖で、かなり時間を置く場合があるもののほとんどが的中している。真司と蓮を気に入り、暇な時に店で働くという条件で下宿させている。が、ちっとも店の手伝いをしない彼らに切れて不貞腐れてしまったこともある。
士郎がアメリカで死亡したことは知っていたが、士郎が高見家に引き取られる際に口にした「優衣が20回目の誕生日に消える」という言葉を勘で信じていたために、優衣にはそれを伏せていた。そして、優衣が消滅したことを知らないまま誕生日会の準備をするが、士郎の言葉通り優衣がもう帰ってこないことを悟ったのか、悲壮感に駆られていた。
最終回エピローグの新世界では神崎兄妹の写真を店内に飾っていた。

小川 恵里（）
年齢24歳。蓮の恋人で、清明院大学の江島均教授の江島研究室に所属していた大学院生。両親に関しては、既に亡くなっているらしく「メリーゴーラウンドで1周してくる間に両親がいなくなってしまう不安があった」ことからメリーゴーラウンドを嫌っている。神崎士郎の実験に参加した結果、意識不明の昏睡状態になって聖中央病院に入院。その後は、実験で現れたダークウイングに命を狙われるようになる。
蓮が最初のオーディンを撃破した後に一時的に意識を取り戻し、真司や優衣とも交流しつつ蓮と束の間の日々を過ごす。その後蓮を激励しながら再び意識不明になった。最終回でライダーバトルを制した蓮から与えられた新しい命で目を覚ました。そして蓮が渡すはずだったリングが、彼女の左手の中指にはめられていた。

由良 吾郎（）
年齢25歳。北岡の秘書兼ボディーガードで、北岡にとってただ一人の友人と呼べる存在。北岡からは「ゴロちゃん」と呼ばれる。
漁師の父親の家庭に7人兄弟の5番目として生まれ、家業を継ぐのを嫌がり、父親と喧嘩をして家出し上京した。ある時、傷害事件に巻き込まれて北岡に弁護を担当してもらうが、その後北岡の不治の病が発覚する。自分の弁護が原因で検査が遅れて病状が進んだという負い目を持っており、以後は罪滅ぼしも兼ねて心底北岡に尽くしている。
中国拳法に似た我流の格闘技を用いて、数人の手練を相手にしても負けない戦闘能力を持つ。口数が多くないためかどことなく近寄りがたい雰囲気を漂わせているも、本来は誰に対しても優しい誠実な性格であり、浅倉以外のライダーには悪感情を持っておらず、特に真司とは妙に馬が合う。北岡とは違い、子供好きな様子である。一流シェフ顔負けの腕前である料理をはじめとして、何をやらせてもそつなくこなす。北岡には全面的に信頼されており、仮面ライダーとして戦っていることも知らされている。
北岡の最期を看取り、彼が最期に望んだ浅倉との決着を果たすべく、自らカードデッキを受け継ぎゾルダとして浅倉に挑むが、ドゥームズデイを受けマグナギガを失って敗北する。最期は北岡を思いながら死亡した。
最終回エピローグにおける新世界では北岡同様に生存。

榊原 耕一（） / 仮面ライダー龍騎
年齢28歳。テレビシリーズでは第1話に名前のみ登場。ドラグレッダーに捕食され、世間的に行方不明になっている。モンスターの存在に精神を消耗させていたらしく、部屋にある反射物は片っ端から隠されていた。
テレビスペシャルでは初代龍騎として戦っており、モンスターの脅威から人々を守るために戦いを止めさせる方法を探しだしミラーワールドを閉じようとしていた。孤立無援の激戦の余りに心身ともに限界に近付いており、目的のコアミラーまでたどり着いたもののモンスターとの戦いで致命傷を負ってしまう。モンスターによりミラーワールドに引きずり込まれた真司を脱出させるためにカードデッキと他のライダーたちの居場所を記したリストを手渡して絶命し、消滅した。

## 設定

### ミラーワールド関連
ミラーワールドとは鏡の中に存在し、文字や絵が裏返しされている以外は現実世界とそっくりだが、モンスターやミラーワールドの住人（神崎士郎や鏡像の神崎優衣、鏡像の城戸真司など）以外の人間は存在しない別次元に存在する鏡の世界。その成り立ちには、神崎兄妹が深く関わっている。
現実世界の鏡像であるため、文字や絵などすべて裏返ししているが、仮面ライダーだけは正しい姿となる。
ミラーワールドには生身の人間など現実世界の物質は長時間存在することが出来ず、侵入すると拒否反応を起こし、一定時間を過ぎると水泡のようなものが体から湧き上がり、やがて消滅してしまう。逆にミラーワールドに棲息する者が現実世界に長時間存在することもできない。ミラーワールド内でのライダーの活動限界時間は9分55秒となる。
基本的に鏡から出入りするが、ガラス、水たまり、ヘルメットなど鏡面化しているものなら全て出入口として使うことが可能である。ミラーワールドに入った人間は二度と出ることはできないが、ライダーに変身することで出ることができる（テレビスペシャルでの真司など）。
- 現実世界で存在するライダーのスーツのほかに、鏡像の中で正しい姿に映るように左右反転したスーツが作られたほか、スーツアクターも利き手とは逆の手で武器を持つなどの工夫がされた[37]。
- 脚本を担当した小林の初期設定では、人間の感情エネルギーの吹き溜まりである「隙間世界」と呼ばれるものであった[4]。

ミラーモンスターとその契約
ミラーモンスターとは、ミラーワールドに棲息するモンスターであり、人間の生命、あるいは他のモンスターが死亡時に発生する生命エネルギーを摂取して生きている。上記のように現実世界では活動時間に制限があるため、基本的に人間を捕食する瞬間しか出現しない。本能のままに行動し、一度標的を定めた人間は捕食するまで狙い続ける性質を持つ。
ドラグレッダーやダークウイング、ベノスネーカーなどのようにモチーフとなった生物そのものの外見を持つ者もいれば、ギガゼールやボルキャンサーなどのように人型、またはそれに近い姿のモンスターもいる。共通する特徴としては派手な体色やメカニカルな外見が挙げられ、中にはマグナギガのように近代的な武装（砲やミサイル）を内蔵している者がいるなど、他の生物とはかけ離れた存在である。
仮面ライダーは、野生のミラーモンスターとコントラクトのカードを通じて契約してモンスターの力をその身に宿し、後述するアドベントカードによって固有の能力を使用することができる。基本的に1人のライダーにつき1体のモンスターとの契約を結ぶが、コントラクトのカードを複数持つ王蛇に限っては最終的に3体のモンスターと契約している。またインペラーは契約しているギガゼールの特性により、多数のレイヨウ型モンスターを間接的に従えている。
モンスターとの契約は、食料を定期的に提供することが条件となっており、これに違反しない限りモンスターは契約者に逆らうことなく忠実に従う。契約モンスターは捕食を通じて自らの力を増し、それによってライダーも強化されるという共生関係にもある。契約モンスターが倒される、あるいは契約のカードを失うなどしてモンスターとの契約が解消されると、そのライダーはブランク体に戻される（カードデッキ自体が破壊された場合、加えて変身も解除される）。長期間に渡って食料を提供できない場合、あるいは戦いの放棄を表明した場合は契約違反と見なされ、自らの契約モンスターに襲われることとなる。とはいえ厳密な規定はないようで、人間を餌として提供しても拒否されたり、どの段階で契約違反と見なされるかがまちまちであったりと、モンスター側に裁量権があるような描写も見られる。
契約モンスターはあくまで契約によってライダーに隷従しているに過ぎず、他のミラーモンスターと同じく常に人間の捕食をも求めており、契約者であるライダーの命さえ狙っている。そのためライダーも自らの契約モンスターに気を許すことはなく、両者の関係は極めて殺伐としている。しかし契約の長期化によってモンスター側に忠誠心のようなものが芽生えることもあり、ドラグレッダーやダークウイングは契約者のために自発的に行動したほか、メタルゲラスとエビルダイバーは契約者であったガイとライアを倒した王蛇に復讐を仕掛けている。
ミラーモンスターとの契約は、厳密にはライダー本人ではなくカードデッキ（契約のカード）が主体であるため、テレビシリーズにおける手塚（ライア）や吾郎（ゾルダ）、テレビスペシャルにおける真司（龍騎・ナイト）は残されたデッキを引き継ぐことで仮面ライダーとなった。
上記の通りモンスターはミラーワールドでしか生きられないが、テレビシリーズ終盤および劇場版におけるミラーワールドの崩壊に伴い、変態を遂げる性質を持つことから高い環境適応能力を持つ複数タイプのヤゴ型モンスターであるシアゴーストが大繁殖を開始、タイムリミットに伴いトンボ型モンスターであるレイドラグーン、ハイドラグーンへと変態を遂げることで現実世界に適応できるようになり、結果、現実世界へのモンスターの大侵攻が開始された。

ガルドストーム
ガルドサンダー、ガルドミラージュといった士郎に仕える鳳凰種モンスターの中で最も強力かつ多岐に渡り登場している個体。基本的に本能で行動するミラーモンスターでも明確な知性を持つ。ネイティブ・アメリカンの部族を思わせる羽根飾りを身に着けており、巨大な戦斧と頭部の羽根飾り状の手裏剣が武器で、口からは火炎弾を吐く。香川のようにライダーバトルの障害となる人物の抹殺、危機に瀕した優衣の護衛といった使命を帯びている。ガルドミラージュと共に香川勢を襲撃した1体がタイガに倒されており、最低でも2体以上が存在する。
『レッツゴー仮面ライダー』ではショッカーの怪人連合として登場している。国連会議にも参加しており、幹部格に位置する立場の模様。
- スーツはガルドサンダーの改造。元となったガルドサンダーは、鳳凰をモチーフにゼブラスカルが改造されたものだが、この段階でオーディンやゴルトフェニックスの存在は知らなかったという。ガルドサンダーのバリエーションになることを避けるため、強烈な印象のモチーフであるハクトウワシからの連想でネイティブアメリカンの羽根飾り風にしている。

### アドベントカード
カードデッキには一揃いのアドベントカードが入っている。契約モンスターの力を使うためには、カードデッキからアドベントカードを1枚引き抜き、専用のバイザーにセット（ベントイン）して発動させる必要がある。先述したコントラクトのカードもこの一枚であり、契約によってアドベントのカードに変化している。各々のライダーが持つアドベントカードの種類はあらかじめ決まっており、カードは他のライダーがベントインした場合でも、本来の所有者のライダーに効果が現れる。同じカードを二回以上使うことはできず、原則一回の変身中に一度しか使えない（同種のカードを複数枚所持していればその分だけ使える）。カードで召喚された装備は、そのライダーと契約しているモンスターの体の一部を模しているが、本体とは別の物である（例えば、龍騎がドラグクローを装備中にドラグレッダーの首が無くなるわけではない）。玩具ではそうした描写は反映されておらず、モンスターの部位そのものが装備となっている。また、アドベントカードはカード所有者にとってその状況で使うにふさわしいカードがデッキの一番上に来るようになっている。
効果の強さは「AP」（防具は「GP」）という単位で設定されており、1 APが0.05 t（トン）に相当するものとして計算される。

### その他
花鶏
紅茶メインの住居一体型の喫茶店で、優衣と叔母の沙奈子の自宅でもある。コーヒーは置いていない。1階に店舗スペースと寝室、2階に居住区がある。第6話までオーナーの沙奈子が海外へ旅行にいっていたため休業していたが、第7話から営業を再開。第8話から真司と蓮も住み込みでアルバイトをするようになるが、手塚や東條も一時的に手伝いやバイトとして入ったこともある。
第29話では、真司と蓮がここの備品である鍋とカップを持ち出している。
終盤では、OREジャーナル事務所を差し押さえられた大久保が、パソコン一台を持ち込み、勝手に臨時事務所としていた時期もあった。
店内のカウンターには神崎兄妹の幼少時と現在双方の写真が飾ってあったが、最終回のラストシーンでは、幼少時の写真のみとなっていた。

OREジャーナル
真司が勤めるモバイルニュース配信会社。住所は「東京都千代田区九段下2-1-25 MRビル3F」。「ORE」は「Open Resource Evolution」の略称。細かいことにも小回りが良く、お客さんのネタも大事にするをモットーに、真のジャーナリズムを追求するため大久保が立ち上げた。社長兼編集長の大久保や見習い記者の真司の他、敏腕記者の令子、エンジニアの島田が所属し、第30話ラストからめぐみも見習い記者として加入した。第15話で、人間ドックで入院した大久保の穴埋めで優衣がアルバイトをしたこともある。
物語の序盤からミラーモンスターが引き起こす、人々の行方不明事件やそれに関連する事象などを追い続けていたが、住居を失った真司の寝泊まりによる電気代やガス代の過剰徴収、購読者からのクレームや芝浦による会社乗っ取り、さらに賃料や税金未払いで事務所を差し押さえられるなど、零細企業であるゆえか、数々の災難に見舞われた。だが、花鶏の店員となった大久保が存続を腐心していたため、15年ローン、利息1.5パーセントで金を調達し、編集部を再開させることに成功する。
終盤ではミラーモンスターの存在を認知し、さらに仮面ライダー龍騎である真司の証言を得て、原因不明の失踪事件の真相と仮面ライダーたちの戦いの全貌を大久保自らがレポート文にまとめる。
- ガラスブロックの壁面は撮影に使用された外観に合わせたものとなっている。

北岡秀一法律事務所
北岡の個人事務所で、オフィスを兼用している自宅でもある。住所は「東京都港区青山8-21-9 パークハウスGoh 201」。数台の高級車が置かれているガレージや、ガーデニングされた庭園まで有するかなりの豪邸。北岡だけでなく秘書の吾郎も同居している。北岡を逆恨みし付け狙う浅倉に、所内を荒らされたことも数回あった。
最終回において北岡はここで吾郎に看取られ、息を引き取った。

清明院大学
士郎をはじめ、本作品の登場人物が数人籍を置いていた大学。住所は「東京都港区三芝田4-2-5」。江島研究室での事故は、多くの職員がもみ消そうとしている。
江島研究室
江島均教授の研究室。キャンパス内の2号館研究棟401号室で活動し、士郎や恵里、仲村らが在籍していた。2001年の夏、仲村を除く研究室の面々は、401号室内に無数の鏡を配置して、ミラーワールドに関する何らかの実験を行った。実験は成功したとされるが、ミラーワールドから出現したダークウイングの攻撃で恵里たち3人の学生が犠牲となった。その直後、恵里を迎えに駆けつけた蓮は、倒れた恵里のために士郎からカードデッキを受け取り、仮面ライダーナイトとなった。
この事故の後、恵里は昏睡状態で入院。士郎と江島は失踪し、研究室は事実上壊滅した。この一件で仲村は士郎を憎むようになるが、実験の詳細は優衣のために行われたということ以外最後まで明らかにならなかった。
香川研究室
香川英行教授の研究室。東條と江島研究室から移籍した仲村が在籍する。無数の鏡が残っていた401号室で活動し、士郎の野望を食い止めて英雄になろうとしていた。第42話で香川と東條は、他者に知られすぎたという理由で401号室から退去している。

旧神崎邸
東京都文京区茗荷谷付近にある3階建ての屋敷。敷地内には広い庭がある。神崎兄妹の幼少時に火事があったが、屋敷そのものは全焼すること無く原形をとどめたこともあって、ライダーバトル開始後の士郎が潜伏している。屋敷内の全ての窓ガラスと大量の鏡は新聞紙で覆われており、鏡の中ではミラーモンスターの大群が蠢いている。士郎は鏡のうちの一つに、幼少時に優衣と描いた自分たち兄妹の絵を1枚隠していた。
幼いころ、両親に虐待を受けていた神崎兄妹は神崎邸の一室に隔離され、毎日自分たちやモンスターの絵を描き続けることに明け暮れていたが、優衣は7歳のときに衰弱死してしまう。両親に助けを求めるも無視され絶望する当時13歳の士郎の前に、ミラーワールドの鏡像の優衣が現実世界に抜け出し、現実世界の優衣の亡骸と融合。これにより、優衣は蘇生したが、鏡像の優衣が飛び出したことで屋敷内で大爆発が発生し、神崎兄妹の両親は死亡。火事になった屋敷から兄妹は救出されたが、2人は伯母の高見夫婦と叔母の沙奈子それぞれに引き取られ、離ればなれとなった。

## キャスト
『仮面ライダーアギト』の時期より話題だった、イケメンブーム路線を受け継ぐキャスティングがされている。また世間的に認知されている中堅俳優たち（津田寛治・神保悟志）や、ブレイクする直前の森下千里を起用、テレビスペシャルではベテランの黒田アーサーが仮面ライダーベルデ役で出演した。
本作品でライダーを演じる俳優には、過去に特撮番組への出演経験がある萩野崇（『超光戦士シャンゼリオン』）、高野八誠（『ウルトラマンガイア』）、高槻純（『ウルトラマンネオス』）、加藤夏希（『燃えろ!!ロボコン』）、和田圭市（『五星戦隊ダイレンジャー』）も加わっている。

### レギュラー・準レギュラー
- 城戸真司[注釈 28] - 須賀貴匡
- 秋山蓮[注釈 28] - 松田悟志
- 神崎優衣 - 杉山彩乃 (1 - 29,31 - 50)
- 神崎士郎 - 菊地謙三郎 (3,5,6,11,12,18 - 28,32 - 36,38 - 40,42 - 50)
- 北岡秀一[注釈 28] - 涼平 (7 - 10,13,14,17 - 20,22 - 30,32 - 50)
- 由良吾郎[注釈 29] - 弓削智久 (7 - 10,13,14,17 - 20,22 - 27,29,30,32 - 37,39,41 - 50)
- 浅倉威[注釈 28] - 萩野崇 (17 - 28,31 - 36,38 - 50)
- 須藤雅史[注釈 28] - 木村剛 （友情出演 / 5,6)
- 手塚海之[注釈 28] - 高野八誠 (13 - 23,50)[注釈 30]
- 芝浦淳[注釈 28] - 一條俊 (15 - 19)[注釈 30]
- 東條悟 - 高槻純 (35 - 46,50)[注釈 30]
- 佐野満 - 日向崇 (41 - 44)
- 大久保大介 - 津田寛治 (1 - 5,7 - 16,18 - 26,28 - 33,35 - 38,40,41,44 - 50)
- 桃井令子 - 久遠さやか (1 - 16,18 - 42,44,47 - 50)
- 島田奈々子 - 栗原瞳 (1 - 5,7 - 26,28 - 33,35,36,38 - 41,44 - 50)
- 浅野めぐみ - 森下千里 (30 - 33,35,36,38,40,41,44 - 50)
- 神崎沙奈子 - 角替和枝 (7 - 11,13 - 15,17 - 22,25,27,31 - 34,36 - 41,43 - 48,50)
- 小川恵里 - つぶらまひる (11,12,16 - 18,26,27,33 - 38,50)
- 仲村創 - 水野純一 (12,17,34 - 38)
- 香川英行 - 神保悟志 (34 - 42)

### 声の出演
- 仮面ライダーオーディン、バイザー音声 - 小山剛志
- スラッシュバイザー音声 - 枝村みどり (37 - 42)
- ナレーション - 鈴木英一郎

### 主なゲスト出演者
- 飯田恵[47] - 萩原由紀 (1)[注釈 31]
- ビル清掃員 - 押川善文 (2)[注釈 31]
- ショウコ - 西島来美 (3,4)
- チサト - 小林朝美 (3,4)
- 優衣（12年前） - 小関美穂 (3,22,45,48 - 50)[注釈 32]
- 士郎（12年前） - 平野勇樹 (3,22,45,48 - 50)[注釈 33]
- 中村教諭 - 清水一男 (3)
- 管理人 - 広田正光 (3)
- 令子に声をかけた女性[48] - 榎本由希 (5)[注釈 31]
- 大森さん - 樋浦勉 (7,8)
- 坂浦商事の一味 - 鳥木元博、高岩成二、岡元次郎、岡田良治 (7)[注釈 31]
- 堀口ゆかり - 碇由貴子 (9,10)
- 刑事 - 田邉年秋 (9,17)[注釈 34]
- 江島均 - 牧村泉三郎 (11,12)
- 清明院大学・総務課から現れる男性 - 松澤仁晶 (11)[注釈 31]
- 司書 - 三野友華子 (11,12)
- 平野靖 - 荒木智弘 (15)
- 石橋大介 - 久保拓哉 (15)
- 滝孝一 - 鈴木信二 (15)
- 峰警部[49] - 須藤雅宏 (19)[注釈 31]
- 幼い士郎 - 砂川政人 (21,22)
- 幼い優衣 - 冨加津ゆき (21,22)
- 斉藤雄一 - 永山たかし (22,23)
- 電話の声 - 斉藤創介 (22)、大竹直 (24)、雨宮京子 (34)
- 浅倉暁 - 有吉崇匡 (25)
- 大滝 - 川原和久 (26)
- 医師[50] - 斉藤芳 (26,27,33,36 - 38)[注釈 31]
- 原田拓也 - 伊藤拓也 (27)
- 蔵井忍 - 戸田昌宏 (29)
- 竹内真理 - 川俣しのぶ (29)
- 村木進 - 河田義市 (30)
- 医師 - 中川彰 (30)
- 浜崎実加 - 鉢嶺杏奈 (31,32)
- 刑事 - 坂田雅彦 (31,36)
- 看護婦 - 日高ひとみ (31,32)
- ポトラッツ - ジョージ・エシャート (32)
- 医師 - 川島宏和 (32)
- アナウンスの声 - 雨宮京子 (33)
- 森本和義 - 並樹史朗 (39,40)
- 香川典子 - 星野光代 (39 - 42)
- 香川裕太 - 田島健吾 (39 - 42)
- 看守 - 平松広和 (40)[注釈 31]
- 百合絵 - 高橋由衣 (44)
- 佐野と食事をしている男 - 浦山迅 (44)[注釈 31]
- 野次馬 - 永瀬尚希 (46)[注釈 31]
- ミライ[51] - 志田未来 (49)[注釈 31]
- 榊原耕一 - 和田圭市（友情出演 / テレビスペシャル）
- 仮面ライダーファムの声 - 加藤夏希（友情出演 / テレビスペシャル）
- 仮面ライダーインペラーの声 - 塩野勝美（テレビスペシャル）[要出典][注釈 35]
- 高見沢逸郎 / 仮面ライダーベルデ - 黒田アーサー（テレビスペシャル）
- バーニングフォームの声 - 遊佐浩二（ハイパーバトルビデオ）
- 仮面ライダーアギトの声 - 高岩成二（ハイパーバトルビデオ）

### スーツアクター
- 仮面ライダー龍騎[52][53]、仮面ライダー龍騎（テレビスペシャル / 榊原変身体）[54][55]、仮面ライダーナイト（トリックベント）[56][57]、仮面ライダーナイト（城戸真司 / テレビスペシャル）[58]、仮面ライダーリュウガ（テレビスペシャル）[58]、仮面ライダーアギト（ハイパーバトルビデオ）[58] - 高岩成二[注釈 36]
- 仮面ライダーナイト[55]、仮面ライダーナイトサバイブ（テレビスペシャル / 真司）[54]、ゼブラスカル[56]、シールドボーダー[56] - 伊藤慎[注釈 37]
- 仮面ライダーゾルダ[59][60]、仮面ライダーゾルダ（最終回 / 吾郎）[61]、オルタナティブ[59]、オルタナティブ・ゼロ[59]、由良吾郎吹き替え[62]、浅倉威吹き替え（18話[63]）、仮面ライダーナイト（トリックベント）[56]、ボルキャンサー[64]、ディスパイダー[65]、バズスティンガー・ブルーム[66]、ギガゼール[67]、レイドラグーン[68] - 押川善文[注釈 38]
- 仮面ライダー王蛇[69][18]、仮面ライダーオーディン[69][55]、仮面ライダーリュウガ（テレビスペシャル）[55]、仮面ライダーナイト（ベルデ擬態 / テレビスペシャル）[69][56]、デストワイルダー[56]、シアゴースト[56]、仮面ライダーナイト（トリックベント）[56]、仮面ライダーインペラー（テレビスペシャル）[70]、メタルゲラス[71] - 岡元次郎
- 仮面ライダーシザース[55]、メガゼール[56]、仮面ライダー龍騎[56] - 岡田良治
- 仮面ライダーガイ[55]、仮面ライダーナイト（トリックベント）[72]、デッドリマー[73]、メタルゲラス[74]、ガルドサンダー[72]、ギガゼール（24話）[72]、オメガゼール[72]、アビスラッシャー[75]、シアゴースト[71]、レイドラグーン[71] - 水谷健
- 仮面ライダーライア[76][55]、メタルゲラス[76][56]、マグナギガ[56]、各種代役（龍騎、ナイト、王蛇、オーディン、リュウガ、シザース、インペラー）[56]、仮面ライダーナイト（トリックベント）[57] - 矢部敬三
- 仮面ライダーベルデ（テレビスペシャル）[55]、仮面ライダーナイト（トリックベント）[77]、ミラーモンスター[78]（ワイルドボーダー[77]、バクラーケン[73]、ウィスクラーケン[73]、ゲルニュート[74]、ソノラブーマ[70]、バズスティンガー・ワスプ[70]、ミスパイダー[70]、メタルゲラス[66]、ジェノサイダー[66]、デストワイルダー[66]、オメガゼール[67]、レイドラグーン[68]） - 藤榮史哉
- 仮面ライダータイガ[79][55]、仮面ライダー龍騎（代役）[80]、城戸真司吹き替え[62]、浅倉威吹き替え（32話[62]）仮面ライダーナイト（トリックベント）[72]、ミラーモンスター[80]（オメガゼール[72]、ジェノサイダー[72]、シールドボーダー[75]、バズスティンガー・ビー[70]、レイドラグーン[68]） - 永瀬尚希
- 仮面ライダーインペラー[78] - 白井雅士
- 仮面ライダーファム（テレビスペシャル）[55]、レスパイダー[70]、浅野めぐみ吹き替え[81] - 橋本恵子
- 仮面ライダー龍騎[82]、仮面ライダーナイト[82]、ブロバジェル[57]、仮面ライダーナイト（トリックベント）[57] - 岩上弘数
- バズスティンガー・ホーネット[70]、ソロスパイダー[70]、レイドラグーン[68] - 大西修
- ボルキャンサー（テレビスペシャル）[70]、デストワイルダー[66] - 葉都英樹
- ブロバジェル[70] - 山本貴浩
- バズスティンガー・フロスト[66]、サイコローグ[67]、デストワイルダー[67]、シアゴースト[71]、ガルドストーム[68]、ジェノサイダー[68] - 今吉渉
- ミラーモンスター[78]（マガゼール[67]、シアゴースト[71]、レイドラグーン[71]） - 大林勝
- ミラーモンスター[83]（シアゴースト[71]） - 大岩永徳
- シアゴースト、レイドラグーン - 佐藤賢一[71]
- シアゴースト[71] - 渡辺淳
- モンスター軍団（43・44話）[71] - 山本貴浩、大西修、水谷健、佐藤賢一、坂手透浩、大岩永徳、渡辺淳、葉都英樹
- 仮面ライダーアギト バーニングフォーム（ハイパーバトルビデオ）[84] - 横山一敏

## スタッフ
仮面ライダーと契約するミラーモンスターは一部を除いてPLEXが基本的にデザインを担当し、各話怪人として登場するミラーモンスターや、ゲスト扱いの仮面ライダー、2体の擬似ライダーとその契約モンスターは篠原保が単独で担当している。過去に篠原は、『仮面ライダーBLACK RX』や『ウルトラマンVS仮面ライダー』で仮面ライダーの怪人を担当していたが、テレビシリーズでメインデザイナーを担当するのは本作品が初となる。
アクション監督の宮崎は、今作が本格的なデビュー作となる。
- 原作 - 石ノ森章太郎
- 連載 - テレビマガジン、てれびくん、幼稚園、めばえ、たのしい幼稚園、おともだち
- スーパーバイザー - 小野寺章（石森プロ）
- プロデュース - 圓井一夫（1 - 12）・中曽根千治（13 - 50）（テレビ朝日）、白倉伸一郎、武部直美
- 脚本 - 小林靖子、井上敏樹
- 音楽 - 丸山和範、渡部チェル
- 撮影 - 松村文雄、いのくままさお
- 照明 - 斗沢秀、大寶学、明田光男、佐藤隆
- 美術 - 大嶋修一、中森宗男 （1,2）
- 編集 - 長田直樹
- キャラクターデザイン - 早瀬マサト（石森プロ）、PLEX
- クリーチャーデザイン - 篠原保
- 資料担当 - 飯田浩司
- 監督補 - 鈴村展弘（20 - 27）
- 助監督 - 鈴村展弘、黒木浩介、近藤孔明、柴﨑貴行、斎藤滋嗣、岩崎晋一、山口多美子、島田明生、狩山俊輔、安原正恭、山口恭平、佐古純一郎
- 操演 - 高木友膳（ライズ）
- 技術協力 - オーエイギャザリング、東映ラボ・テック、KYORITZ
- 特撮監督 - 佛田洋
- アクション監督 - 宮崎剛
- 監督 - 田﨑竜太、石田秀範、長石多可男、佐藤健光、鈴村展弘
- 制作 - テレビ朝日、東映、ASATSU-DK[注釈 1]

## 音楽
本作品から作品中で使われる楽曲の発売元が、これまでほとんどの仮面ライダーシリーズに関わってきた日本コロムビアからavex modeに交代したこともあり、主題歌「Alive A life」はテレビシリーズでは初の女性ボーカル・松本梨香を起用し、キャラクター名や作品名をタイトルや歌詞に織り込まない物となった。
音楽ディレクターは、『仮面ライダークウガ』『アギト』を担当した本地大輔がコロムビアから移籍する形で引き続き参加（後の『仮面ライダー響鬼』まで）。BGMは丸山和範と渡部チェルが担当。
劇場版BGMとテレビシリーズの主要BGMを収録したOST『劇場版 仮面ライダー龍騎 エピソードファイナル オリジナル・サウンドトラック+TVメインテーマ』が劇場版公開時期に発売され、それ以外の劇伴は楽曲と劇伴の大半を網羅した『Last Message 仮面ライダー龍騎 コンプリートCD-BOX』に収録の上で、番組終了後に発売された。この販売形式は後の『555』『剣』でも引き継がれ、番組終了後のCD-BOX発売は以降『響鬼』を除き『鎧武』まで恒例となった。

### 主題歌・挿入歌
主題歌「Alive A life」
作詞 - 海老根祐子 / 作曲 - 和田耕平 / 編曲 - 和田耕平、本田嘉津也 / 歌 - 松本梨香
最終話を除き、年間を通してオープニングテーマとして使用された。
テレビスペシャルのオープニングは神崎士郎の語りから始まり、前述したテレゴングを呼びかける演出が入っている。

挿入歌
放送フォーマットとしてエンディングは存在しないが、エンディングテーマと呼ばれる楽曲は従来通り制作されている。これらの曲は、各話のクライマックスで挿入歌的に使われた。
「果てなき希望（いのち）」
作詞 - 青山紳一郎 / 作曲 - 辻陽 / 編曲 - 坂下正俊 / 歌 - きただにひろし
1話‐33話。
「果てしない炎の中へ」
作詞 - 寺田恵子、安藤芳彦 / 作曲 - 野村義男 / 編曲 - RIDER CHIPS / 歌 - RIDER CHIPS Featuring 寺田恵子
18話。エンディングテーマとしては唯一「TVサイズ」と称する短縮版が制作されているが、実際は1度きりの使用に終わった。
通常盤に先駆けて、限定盤がセブン-イレブンで発売されていた。
「Revolution」
作詞 - 海老根祐子 / 作曲・編曲 - 酒井ミキオ / 歌 - きただにひろし
34話‐48話、テレビスペシャル。
「Lonely Soldier」
作詞 - 海老根祐子 / 作曲 - 辻陽 / 編曲 - 近藤昭雄 / 歌 - 秋山蓮（松田悟志）
38話。秋山蓮のキャラクターソング。本来挿入歌として制作されたものだが、エンディングテーマと同じ形式で使われた。
「INORI」
作詞 - 海老根祐子 / 作曲・編曲 - 辻陽 / 歌 - 神崎優衣（杉山彩乃）
最終話のスタッフクレジットに使用された神崎優衣のキャラクターソング。

## 制作

### 企画の経緯
現在でこそ「平成仮面ライダーシリーズ」の第3作に位置づけられているが、当時はまだシリーズという意識はなく、『仮面ライダークウガ』や『仮面ライダーアギト』の2作で終了して仮面ライダー以外の作品を制作予定であった。このころに出された案として『仮面ライダー』の企画原型の一つである『クロスファイヤー』をモチーフとした騎士ヒーローの企画があり、これが本作品の原型となっている。しかし、仮面ライダーが大きな盛り上がりを見せていることを重視し、やはり仮面ライダーを制作しようという方向で話が決まった。
2001年9月11日のアメリカ同時多発テロ事件を受けて、テレビ局側は『クウガ』や『アギト』のように複雑ではなく、善悪の別が明瞭なヒーローものを作って子供たちに本当の正義を教えようというコンセプトを企画側に要求した。しかし白倉伸一郎プロデューサーは局の意向を察した上で、意図的に曲解した応えを返した。「子供たちに本当の正義を教えたい」と言うからには、子供たちの信じている正義は偽物で番組制作者は本物を知っていると主張するに等しくなってしまうためである。
白倉は前作『アギト』でも複数の主役を配置することで「それぞれの立場の正義」を描こうとしたが、視聴者がはじめから結論づけている「仮面ライダーは正義」という意識を打ち壊すには至らなかった。そこで、本作品では視聴者が受容できないほど多くの仮面ライダーを投入し、既定の結論を覆そうとしたのである。
メインスポンサーであるバンダイからも『クウガ』や『アギト』とはガラリと変えたいという要望があり、デザインや設定なども従来の仮面ライダーシリーズとは大きく異なる斬新なアイディアが数多く取り入れられていった。
このように、従来の仮面ライダーシリーズにはありえない設定を盛り込んでいるため、外伝という意味を込めて作品名に『龍騎』と漢字が用いられた。

### 特徴
本作品では、過去のシリーズとは異なる独自の要素が多く見られる。
13人の仮面ライダー
『アギト』での多人数ライダーの路線をさらに推し進めた。これは視聴者の固定観念を壊そうという試みの一端でもある（企画の経緯節を参照）。当初は50人のライダーを登場させるという案もあった。
13という人数は、石ノ森章太郎の原作漫画版『仮面ライダー』の本郷猛対ショッカーライダーの回を彷彿とさせる。白倉は原作漫画版を意識していないと述べているが、石森プロの早瀬マサトは意識したと述べている。
13人のライダーとはあくまで作品内のルールであり、当初からその全員を登場させる予定ではなかった。例えば、劇中では実際に仮面ライダー王蛇が仮面ライダーガイと仮面ライダーライアを倒しているが、初期案ではガイとライアは登場せずにはじめから王蛇が「既に2人を倒したライダー」として現れる構想だった。
オープニング映像でのカードを持つ顔を隠した人々が映る描写は、「誰でも仮面ライダーになる可能性がある」ということを示している。

悪の仮面ライダー
本作品の仮面ライダーは、それぞれの願いを叶えるために戦う者たちであり、従来のような「正義の味方」ではない。中にはライダーの力で犯罪行為を働く者もいる。悪人がライダーに変身する展開には反発があり、特に脱獄犯という設定の仮面ライダー王蛇 = 浅倉威に関しては苦情が殺到した。しかし、少女との特殊な関係を描いた第31・32話が放映されると、浅倉関連のクレームは一切来なくなったという。
脚本を担当した小林靖子は、2012年のインタビューで「ライダーが犯罪者とか死んでしまうというのは今じゃできないし、『龍騎』当時だからできたことですね」と述懐。
監督の田﨑竜太は、「同族争い」という要素は『仮面ライダー』や『人造人間キカイダー』など石ノ森の作品世界に近い設定と述べている。
悪人でも変身できる本作品の仮面ライダーには、肉体にも精神にもヒーローたるべき必然性はない。彼らは任意の契約によって変身者としての資格を得たのであり、そこには運命も精神的外傷も関係せず、自己決定の論理だけが存在する。仮面ライダーシリーズにおける変身の概念は、本作品で提示された「契約」を経て、次作『仮面ライダー555』の「ベルトさえ所持していれば誰でも変身できる」という表現に続いていくことになる。

カードバトル
本作品の仮面ライダーたちは、戦闘能力を発揮する際に「アドベントカード」と呼ばれるカードを使用する。この「人間とモンスターがカードを使って契約する」という設定は、前作における初期案である。
『アギト』の商品展開がその前年の『クウガ』を継承したものだったので、本作品では趣向を変えるためにバンダイとプレックスとで合宿を行った結果、『遊☆戯☆王』に代表されるカードバトルを活かそうという案が生まれた。カードは安価なので出版物やソーセージなど様々なものに付録して展開しやすく、それまでにない成果を上げることができた。商品のカードには穴が空いているために曲がってしまいやすかったが、100円のカードダスで補充が容易な点がある種の問題解決となった。
変身ベルトのような高額商品に、安価でコレクション性の高いカードのようなアイテムを加えて商品層に厚みを出す手法は大成功を収め、以後の平成仮面ライダーシリーズにおける多アイテム化路線に繋がった。
演出面では、カード使用を経ることでライダーの武器がファンタジックな物となり、過度に殺伐とすることを防ぐ効果があった。

複数の結末
本作品には複数の結末が用意されている。例えば劇場版では、テレビシリーズが放送中であるにもかかわらず、最終話として構想されていた内容が先行公開された。予定調和の否定が本作品の当初からの狙いだからである。
テレビスペシャルは、テレビシリーズや劇場版とは設定が大きく異なり、「戦いを続ける」か「戦いを止める」かの2つの選択肢が提示され、テレゴングを使った電話やインターネット投票によってドラマの結末が変わるというマルチエンディング方式はテレビドラマでは史上初であった。
結果として、劇場版やテレビスペシャルでの2パターン、そしてテレビシリーズと、4つの結末が存在することとなった。複数の展開が存在する設定上の理由は、死が確定している妹が救われる結末を求めて科学者の神崎士郎が何度も時間を巻き戻しては繰り返していたためと示唆されている。
並列構造の各作品をすべて同時に見ている視聴者は、先に提示された「別の結末」がテレビシリーズの今後の展開に予感として組み込まれるという複合的な視聴体験をすることになる。これは、選択肢によって分岐する展開がパラレルでありつつもどこかで響き合う、ゲームのプレイ体験に似ている。白倉は劇場版の公開に先立ち、テレビシリーズとの連動性から公開時期での鑑賞を推奨しており、後から観たのでは意味がないとしている。
テレビシリーズの脚本を担当した小林靖子は、劇場版に関しては全く触れておらず、同作品の台本も読まなくていいと白倉から言われていたため、全く気にしておらず、47 - 49話で士郎が繰り返していることをニュアンスとして出しただけであるという。

最終回前に死亡する主人公
主人公の城戸真司は、最終回前話の第49話でモンスターから少女を庇って致命傷を負い、敵の駆逐後に力尽きて息を引き取っている。こうした挑戦的な部分も「本作品は外伝」という意識があったため、制作側が抵抗を覚えることなく実行できた。
真司の最期の独白に説得力を持たせるためには、人の死が痛々しく汚らわしいものであると表現することが必要だった。彼の最期に際しては明確に流血が描写され、寄りかかった車の白い色がそれをさらに際立たせている。

### 設定・造形
本作品の仮面ライダーのデザインは、従来のイメージからかけ離れたものであったため、発表当初は戸惑いの声をもって迎えられた。こうした反応に対し、白倉は「仮面ライダーの特徴的な外観を突き詰めていっても絶対にオリジナルにはかなわない。結局はセルフパロディになってしまう（要約）」、早瀬は「石ノ森（章太郎）が残したデザイン画の変遷を見ていると割と突飛なデザインも描いていて、そうした冒険心も引き継いでいかなければ」と述べている。
13ライダー共通のモチーフとして、西洋の騎士が基本になっている。マスクは鉄仮面をモチーフとし、スリットの入ったシルバーのバイザーが特徴である。ボディは前作までののっぺりとしたスーツとの差別化のため、スニーカーのデザインを取り込んでいる。一方で、従来のイメージが切り捨てられたわけではなく、仮面ライダー1号の特徴である複眼を龍騎、顎（クラッシャー）をナイト、触角をゾルダ、と主要3ライダーに分割・採用している。
ライダーが乗用するバイク（ライドシューター）はミラーワールドへの移動手段として使われ、一部契約モンスターがバイク形態になるという描写があるのみで、それまでの仮面ライダーシリーズで必須だった「スーパーバイクを乗りこなしてバイクに搭乗しつつバトルする」というシチュエーションは薄まっている。
一部のモンスターなどをCGで表現した点も特徴で、CG制作は前年放送の『百獣戦隊ガオレンジャー』にも参加したMotor/lieZが担当。同作品に登場するパワーアニマルの描写との差別化として、本作品では人間との関係性が意識されている。白倉が語るところによれば、本作品への参加を依頼した際に「パワーアニマルみたいなことをやってほしい」と要望したところ、時期が遅すぎたために「そのスピード感ではできない」と返されたといい、そのため、本作品の放送開始も当初の予定より2週間ほど遅れ、それに伴って『アギト』の話数を少し足すことにもなったという。クオリティはまだ試行錯誤的なものだったが、以後ライダー作品においてもCGでキャラクターを表現する傾向は続けられている。

## 放送日程
各回のサブタイトルは作中では表記されず、以下に明記しているものは新聞のテレビ番組欄やテレビ番組情報誌、ならびにテレビ朝日公式ページにて表記されたものである。各話終了時の演出として、画面左側に最後のワンシーンがモノクロで表示され、右側に主に活躍したカードが表示される。
| 放送日         | 放送回 | サブタイトル                        | 登場モンスター | 脚本     | 監督       |
| -------------- | ------ | ----------------------------------- | --- | -------- | ---------- |
| 2002年02月03日 | 1      | 誕生秘話                            | - ディスパイダー | 小林靖子 | 田﨑竜太   |
| 2月10日        | 2      | 巨大クモ逆襲                        | - ディスパイダー・リボーン（声 - 山野井仁） | 小林靖子 | 田﨑竜太   |
| 2月17日        | 3      | 学校の怪談                          | - メガゼール（声 - 菊池いづみ） - ギガゼール（紫）（声 - 柴本浩行） - ギガゼール（緑）（声 - 柴本浩行）                                                        | 小林靖子 | 石田秀範   |
| 2月24日        | 4      | 学校の怪談2                         | - メガゼール（声 - 菊池いづみ） - ギガゼール（紫）（声 - 柴本浩行） - ギガゼール（緑）（声 - 柴本浩行）                                                        | 小林靖子 | 石田秀範   |
| 3月03日        | 5      | 骨董屋の怪人                        | - ボルキャンサー（声 - 千田義正） - ゼブラスカル・アイアン（6話）                                                                                              | 小林靖子 | 長石多可男 |
| 3月10日        | 6      | 謎のライダー                        | - ボルキャンサー（声 - 千田義正） - ゼブラスカル・アイアン（6話）                                                                                              | 小林靖子 | 長石多可男 |
| 3月17日        | 7      | 新種誕生?                           | - ゼブラスカル・アイアン（声 - 千田義正） - ゼブラスカル・ブロンズ（声 - 千田義正）（7話）                                                                     | 井上敏樹 | 田﨑竜太   |
| 3月24日        | 8      | 4人目ゾルダ                         | - ゼブラスカル・アイアン（声 - 千田義正） - ゼブラスカル・ブロンズ（声 - 千田義正）（7話）                                                                     | 井上敏樹 | 田﨑竜太   |
| 3月31日        | 9      | 真司が逮捕!?                        | - ワイルドボーダー（声 - 千田義正） | 井上敏樹 | 石田秀範   |
| 4月07日        | 10     | ナイトの危機                        | - ワイルドボーダー（声 - 千田義正） | 井上敏樹 | 石田秀範   |
| 4月14日        | 11     | 謎の無人電車                        | - ゼノバイター（声 - 塩野勝美）（11話） - テラバイター（声 - 高田由美）                                                                                        | 小林靖子 | 長石多可男 |
| 4月21日        | 12     | 秋山蓮の恋人                        | - ゼノバイター（声 - 塩野勝美）（11話） - テラバイター（声 - 高田由美）                                                                                        | 小林靖子 | 長石多可男 |
| 4月28日        | 13     | その男ゾルダ                        | - デッドリマー（声 - 塩野勝美） | 小林靖子 | 田﨑竜太   |
| 5月05日        | 14     | 復活の日                            | - デッドリマー（声 - 塩野勝美） | 小林靖子 | 田﨑竜太   |
| 5月12日        | 15     | 鉄仮面伝説                          | - バクラーケン（声 - 千田義正）（15話） - ウィスクラーケン（声 - 千田義正）                                                                                    | 井上敏樹 | 石田秀範   |
| 5月19日        | 16     | 運命のカード                        | - バクラーケン（声 - 千田義正）（15話） - ウィスクラーケン（声 - 千田義正）                                                                                    | 井上敏樹 | 石田秀範   |
| 5月26日        | 17     | 嘆きのナイト                        | - ゲルニュート（声 - 塩野勝美） | 小林靖子 | 長石多可男 |
| 6月02日        | 18     | 脱獄ライダー                        | - ゲルニュート（声 - 塩野勝美） | 小林靖子 | 長石多可男 |
| 6月09日        | 19     | ライダー集結                        | - | 小林靖子 | 長石多可男 |
| 6月16日        | 20     | 裏切りの蓮                          | - | 小林靖子 | 佐藤健光   |
| 6月23日        | 21     | 優衣の過去                          | - | 小林靖子 | 佐藤健光   |
| 6月30日        | 22     | ライアの復讐                        | - ガルドサンダー（声 - 塩野勝美） | 小林靖子 | 石田秀範   |
| 7月07日        | 23     | 変わる運命                          | - ガルドサンダー（声 - 塩野勝美） | 小林靖子 | 石田秀範   |
| 7月14日        | 24     | 王蛇の秘密                          | - ネガゼール（声 - 千田義正）（24話） - ギガゼール（紫）（声 - 千田義正）（24話） - オメガゼール（声 - 千田義正）                                              | 井上敏樹 | 長石多可男 |
| 7月21日        | 25     | 合体する王蛇                        | - ネガゼール（声 - 千田義正）（24話） - ギガゼール（紫）（声 - 千田義正）（24話） - オメガゼール（声 - 千田義正）                                              | 井上敏樹 | 長石多可男 |
| 7月28日        | 26     | ゾルダの攻撃                        | - アビスハンマー（声 - 塩野勝美） | 小林靖子 | 佐藤健光   |
| 8月04日        | 27     | 13号ライダー                        | - アビスラッシャー（声 - 塩野勝美） | 小林靖子 | 佐藤健光   |
| 8月11日        | 28     | タイムベント                        | - | 小林靖子 | 鈴村展弘   |
| 8月18日        | 29     | 見合い合戦                          | - ソノラブーマ（声 - 塩野勝美）（29話） - シールドボーダー（声 - 千田義正）                                                                                    | 井上敏樹 | 石田秀範   |
| 8月25日        | 30     | ゾルダの恋人                        | - ソノラブーマ（声 - 塩野勝美）（29話） - シールドボーダー（声 - 千田義正）                                                                                    | 井上敏樹 | 石田秀範   |
| 9月01日        | 31     | 少女と王蛇                          | - バズスティンガー・ホーネット（声 - 塩野勝美） - バズスティンガー・ワスプ（声 - 塩野勝美） - バズスティンガー・ビー（声 - 塩野勝美） - ガルドサンダー（32話） | 小林靖子 | 長石多可男 |
| 9月08日        | 32     | 秘密の取材                          | - バズスティンガー・ホーネット（声 - 塩野勝美） - バズスティンガー・ワスプ（声 - 塩野勝美） - バズスティンガー・ビー（声 - 塩野勝美） - ガルドサンダー（32話） | 小林靖子 | 長石多可男 |
| 9月15日        | 33     | 鏡のマジック                        | - ブロバジェル（声 - 塩野勝美） | 小林靖子 | 佐藤健光   |
| 9月19日        | SP     | 仮面ライダー龍騎スペシャル 13RIDERS | - ミスパイダー（複数）（声 - 小田木美恵） - レスパイダー（複数）（声 - 兵藤まこ） - ソロスパイダー（複数）（声 - 塩野勝美） - ディスパイダー（青）             | 井上敏樹 | 田﨑竜太   |
| 9月22日        | 34     | 友情のバトル                        | - | 小林靖子 | 佐藤健光   |
| 9月29日        | 35     | タイガ登場                          | - ガルドミラージュ（声 - 塩野勝美） - ガルドストーム（声 - 塩野勝美）                                                                                          | 小林靖子 | 石田秀範   |
| 10月06日       | 36     | 戦いは終わる                        | - | 小林靖子 | 石田秀範   |
| 10月13日       | 37     | 眠りが覚めて                        | - バズスティンガー・ブルーム（声 - 塩野勝美） - バズスティンガー・フロスト（声 - 塩野勝美）                                                                    | 小林靖子 | 長石多可男 |
| 10月20日       | 38     | 狙われた優衣                        | - モンスター軍団（声 - 塩野勝美、柴本浩行） | 小林靖子 | 長石多可男 |
| 10月27日       | 39     | 危険のサイン                        | - オメガゼール（声 - 塩野勝美）（39話） - マガゼール（声 - 塩野勝美）（39話） - ガゼル軍団（声 - 塩野勝美） - ガルドストーム（声 - 塩野勝美）（40話）          | 小林靖子 | 鈴村展弘   |
| 11月10日       | 40     | 兄と妹の記憶                        | - オメガゼール（声 - 塩野勝美）（39話） - マガゼール（声 - 塩野勝美）（39話） - ガゼル軍団（声 - 塩野勝美） - ガルドストーム（声 - 塩野勝美）（40話）          | 小林靖子 | 鈴村展弘   |
| 11月17日       | 41     | インペラー                          | - シアゴースト（声 - 宗矢樹頼、柴本浩行）（41話） - ガゼル軍団（声 - 塩野勝美）                                                                                | 井上敏樹 | 田﨑竜太   |
| 11月24日       | 42     | 401号室                             | - シアゴースト（声 - 宗矢樹頼、柴本浩行）（41話） - ガゼル軍団（声 - 塩野勝美）                                                                                | 井上敏樹 | 田﨑竜太   |
| 12月01日       | 43     | 英雄は戦う                          | - サイコローグ（43話） - モンスター軍団（声 - 柴本浩行、佐藤まさよし、藤井剛） - ガゼル軍団（声 - 塩野勝美）（44話）                                           | 井上敏樹 | 石田秀範   |
| 12月08日       | 44     | ガラスの幸福                        | - サイコローグ（43話） - モンスター軍団（声 - 柴本浩行、佐藤まさよし、藤井剛） - ガゼル軍団（声 - 塩野勝美）（44話）                                           | 井上敏樹 | 石田秀範   |
| 12月15日       | 45     | 20歳の誕生日                        | - シアゴースト（複数）（声 - 柴本浩行、宗矢樹頼） | 小林靖子 | 長石多可男 |
| 12月22日       | 46     | タイガは英雄                        | - シアゴースト（複数）（声 - 柴本浩行、宗矢樹頼） | 小林靖子 | 長石多可男 |
| 12月29日       | 47     | 戦いの決断                          | - デストワイルダー - シアゴースト（複数） - レイドラグーン（複数）（声-柴本浩行、宗矢樹頼）                                                                    | 小林靖子 | 長石多可男 |
| 2003年01月05日 | 48     | 最後の3日間                         | - ガルドストーム（声 - 塩野勝美）（48話） - レイドラグーン（複数）                                                                                             | 小林靖子 | 石田秀範   |
| 1月12日        | 49     | 叶えたい願い                        | - ガルドストーム（声 - 塩野勝美）（48話） - レイドラグーン（複数）                                                                                             | 小林靖子 | 石田秀範   |
| 1月19日        | 50     | 新しい命                            | - | 小林靖子 | 石田秀範   |

## 放映ネット局
平成・令和ライダーシリーズとしては最も放送エリアが広く、佐賀県を除いたほぼ全国をカバーしていた。
| 放送対象地域  | 放送局             | 系列                          | 備考        |
| ------------- | ------------------ | ----------------------------- | ----------- |
| 関東広域圏    | テレビ朝日         | テレビ朝日系列                | 制作局      |
| 北海道        | 北海道テレビ       | テレビ朝日系列                |             |
| 青森県        | 青森朝日放送       | テレビ朝日系列                |             |
| 岩手県        | 岩手朝日テレビ     | テレビ朝日系列                |             |
| 宮城県        | 東日本放送         | テレビ朝日系列                |             |
| 秋田県        | 秋田朝日放送       | テレビ朝日系列                |             |
| 山形県        | 山形テレビ         | テレビ朝日系列                |             |
| 福島県        | 福島放送           | テレビ朝日系列                |             |
| 新潟県        | 新潟テレビ21       | テレビ朝日系列                |             |
| 長野県        | 長野朝日放送       | テレビ朝日系列                |             |
| 山梨県        | テレビ山梨         | TBS系列                       |             |
| 静岡県        | 静岡朝日テレビ     | テレビ朝日系列                |             |
| 富山県        | チューリップテレビ | TBS系列                       | [ 注釈 51 ] |
| 石川県        | 北陸朝日放送       | テレビ朝日系列                |             |
| 福井県        | 福井放送           | 日本テレビ系列 テレビ朝日系列 |             |
| 中京広域圏    | 名古屋テレビ       | テレビ朝日系列                |             |
| 近畿広域圏    | 朝日放送           | テレビ朝日系列                | [ 注釈 52 ] |
| 島根県 鳥取県 | 山陰放送           | TBS系列                       |             |
| 広島県        | 広島ホームテレビ   | テレビ朝日系列                |             |
| 山口県        | 山口朝日放送       | テレビ朝日系列                |             |
| 香川県 岡山県 | 瀬戸内海放送       | テレビ朝日系列                |             |
| 愛媛県        | 愛媛朝日テレビ     | テレビ朝日系列                |             |
| 高知県        | テレビ高知         | TBS系列                       |             |
| 徳島県        | 四国放送           | 日本テレビ系列                |             |
| 福岡県        | 九州朝日放送       | テレビ朝日系列                |             |
| 長崎県        | 長崎文化放送       | テレビ朝日系列                |             |
| 熊本県        | 熊本朝日放送       | テレビ朝日系列                |             |
| 大分県        | 大分朝日放送       | テレビ朝日系列                |             |
| 宮崎県        | 宮崎放送           | TBS系列                       |             |
| 鹿児島県      | 鹿児島放送         | テレビ朝日系列                |             |
| 沖縄県        | 琉球朝日放送       | テレビ朝日系列                |             |

## 評価
本作品の斬新な設定は、中高年の消費者層からは強い反発を受けたものの、主要視聴者である男子児童向けの商品展開は成功を収めた。キャラクター商品売り上げは、前作を大きく上回る139億円を記録し、2009年度の『ディケイド』の売上に抜かれるまで、平成ライダーシリーズ史上最も高い実績を残していた。また『特撮ニュータイプ』のムック本が、付録としてアドベントカードを同封したことで十数万部の売り上げを叩き出すなど、書籍関連でも一定の実績を生み出している。
本作品こそが、平成仮面ライダーシリーズの長期化を決定付けた作品といわれる。白倉は十数年後のインタビューで「特撮番組自体が龍騎以前・以後に区分していいくらい、龍騎の存在が転機となった」と語っている。
編集者で映画プロデューサーの井上伸一郎は、ライダー同士の殺し合いという禁じ手をやったことや、テレビシリーズと劇場版、そしてスペシャル版の全ての結末が異なる理由が、テレビシリーズの最終回で判明する謎解き要素の面白さなどを指摘して、『仮面ライダークウガ』以降の成功パターンを踏襲しない新しさを感じたと評価している。

## 映像ソフト化
以下、いずれも発売元は東映ビデオ。
- ビデオ（VHS、セル・レンタル共通）は全12巻がリリースされている。
- 2002年12月6日 - 2003年11月21日にかけてセルDVDが発売された。レンタルは2002年10月11日より開始。全12巻で各巻4話（Vol.11とVol.12は5話）収録。レンタル当時は、前作『アギト』のセルDVD発売が続いており、同作品と並行してのリリースとなった。
- 2003年7月21日にテレビスペシャル「13RIDERS」のVHS・DVDが発売された。
- 2008年7月21日発売の「石ノ森章太郎 生誕70周年 DVD-BOX」に第1話が収録されている。
- 2009年9月21日発売の「仮面ライダーディケイドVOL.3」の初回生産限定の映像特典として本作品の1話が収録。
- 2014年7月11日、9月12日、11月7日にテレビシリーズのBlu-ray BOXが順次発売。テレビシリーズの他、BOX2にはてれびくん応募者全員サービスDVD『仮面ライダー龍騎 ハイパーバトルビデオ 龍騎VS仮面ライダーアギト』を、BOX3にはテレビスペシャル「13RIDERS」および同作品の未公開エンディングを収録。封入特典はブックレット（16P）であり、BOX1のみ初回限定特典として全巻収納BOXが同梱された。

## 他媒体展開
以下、単独項目のある作品における詳細は当該項目を参照。

### 他テレビシリーズ
『KAMEN RIDER DRAGON KNIGHT』
アメリカで制作された本作品のローカライズ作品。後に日本でも放映されている。
『仮面ライダーディケイド』
本作品の仮面ライダーと怪人とオルタナティブが登場。
『仮面ライダーウィザード』
第52・53話に仮面ライダー龍騎とオルタナティブが登場。
『仮面ライダージオウ』
仮面ライダー龍騎が2068年の世界に歴代平成仮面ライダーの銅像のひとつとして登場。
EP21・22には城戸真司と大久保大介がオリジナルキャストで登場。
EP29に仮面ライダーナイトが登場。

### 映画
『劇場版 仮面ライダー龍騎 EPISODE FINAL』（2002年8月17日公開）
本作品の単独作品。
『劇場版 超・仮面ライダー電王&ディケイド NEOジェネレーションズ 鬼ヶ島の戦艦』（2009年5月1日公開）
『仮面ライダー電王』と『仮面ライダーディケイド』をメインとしたクロスオーバー作品。仮面ライダー王蛇と戦闘員として本作品の登場怪人であるゲルニュートが登場。
『劇場版 仮面ライダーディケイド オールライダー対大ショッカー』（2009年8月8日公開）
『仮面ライダーディケイド』の単独作品。本作品の仮面ライダーと怪人が登場。
『仮面ライダー×仮面ライダー W&ディケイド MOVIE大戦2010』（2009年12月12日公開）
『仮面ライダーW』と『仮面ライダーディケイド』をメインとしたクロスオーバー作品。
『オーズ・電王・オールライダー レッツゴー仮面ライダー』（2011年4月1日公開）
『仮面ライダーオーズ/OOO』と『仮面ライダー電王』をメインとしたクロスオーバー作品。本作品の仮面ライダーと怪人が登場。
スーパーヒーロー大戦シリーズ
いずれも仮面ライダーシリーズとスーパー戦隊シリーズのクロスオーバー作品。
『仮面ライダー×スーパー戦隊 スーパーヒーロー大戦』（2012年4月21日公開）
本作品の仮面ライダーと怪人が登場。
『平成ライダー対昭和ライダー 仮面ライダー大戦 feat.スーパー戦隊』（2014年3月29日公開）
『スーパーヒーロー大戦GP 仮面ライダー3号』（2015年3月21日公開）
『仮面ライダー×スーパー戦隊 超スーパーヒーロー大戦』（2017年3月25日公開）
北岡秀一 / 仮面ライダーゾルダが登場。
『仮面ライダー×仮面ライダー 鎧武&ウィザード 天下分け目の戦国MOVIE大合戦』（2013年12月14日公開）
『仮面ライダー鎧武/ガイム』と『仮面ライダーウィザード』のクロスオーバー作品。武神龍騎が登場。
『劇場版 仮面ライダービルド Be The One』（2018年8月4日公開）
『仮面ライダービルド』の単独作品。
『平成仮面ライダー20作記念 仮面ライダー平成ジェネレーションズ FOREVER』（2018年12月22日公開）
『仮面ライダージオウ』と『仮面ライダービルド』をメインとしたクロスオーバー作品。須賀貴匡が声を演じる仮面ライダー龍騎が登場する。
『劇場版 仮面ライダージオウ Over Quartzer』（2019年7月26日公開）
『仮面ライダージオウ』の単独作品。
『仮面ライダー 令和 ザ・ファースト・ジェネレーション』（2019年12月21日公開）
『仮面ライダージオウ』と『仮面ライダーゼロワン』をメインとしたクロスオーバー作品。
『仮面ライダー ビヨンド・ジェネレーションズ』（2021年12月17日公開）
『仮面ライダーリバイス』と『仮面ライダーセイバー』をメインとしたクロスオーバー作品。仮面ライダーナイトと王蛇が登場。
『仮面ライダーギーツ×リバイス MOVIEバトルロワイヤル』（2022年12月23日公開）
『仮面ライダーギーツ』と『仮面ライダーリバイス』をメインとしたクロスオーバー作品。城戸真司 / 仮面ライダー龍騎&仮面ライダーリュウガ、秋山蓮 / 仮面ライダーナイト、浅倉威 / 仮面ライダー王蛇が登場。

### テレビスペシャル
『仮面ライダー龍騎スペシャル 13RIDERS』
本作品のテレビスペシャル。2002年9月19日放送。
『仮面ライダーG』
『SmaSTATION!!Presents SMAPがんばりますっ!!』内で放送された作品。仮面ライダー龍騎が登場。

### Webドラマ
『dビデオスペシャル 仮面ライダー4号』
上記の『スーパーヒーロー大戦GP 仮面ライダー3号』のスピンオフ作品。仮面ライダー王蛇が登場。
『仮面ライダーブレイブ〜Surviveせよ！復活のビーストライダー・スクワッド！〜』
『仮面ライダーエグゼイド』のスピンオフ作品。浅倉威 / 仮面ライダー王蛇と仮面ライダータイガが登場。
『仮面ライダージオウ スピンオフ PART2『RIDER TIME 龍騎』』
『仮面ライダージオウ』のスピンオフ作品。城戸真司 / 仮面ライダー龍騎が主役として登場する。このほか、オリジナルキャストで裏真司 / 仮面ライダーリュウガ、秋山蓮 / 仮面ライダーナイト、手塚海之 / 仮面ライダーライア、芝浦淳 / 仮面ライダーガイ、浅倉威 / 仮面ライダー王蛇、由良吾郎 / 仮面ライダーゾルダ、仮面ライダーオーディンが登場。本作品オリジナルキャラクターが変身する仮面ライダーベルデ、仮面ライダーインペラー、仮面ライダーシザース、仮面ライダータイガも登場する。他に本作品の映像も一部使用されている。
『仮面ライダーアウトサイダーズ』
『仮面ライダーエグゼイド』のスピンオフ作品。浅倉威 / 仮面ライダー王蛇と仮面ライダーオーディンが登場。

### 舞台
『MASKED RIDER LIVE&SHOW 〜十年祭〜』
仮面ライダー龍騎と仮面ライダーゾルダが登場。

### オリジナルビデオ・オリジナルDVD
『仮面ライダー龍騎ハイパーバトルビデオ 龍騎vs仮面ライダーアギト』
幼児向け雑誌「てれびくん」の応募者全員プレゼントとして作られた短編作品。
仮面ライダー関係の資料を整理していた際にモンスターの気配を察知して変身した真司/龍騎が、ミラーワールドに似た「ミラクルワールド」でモンスター軍団に襲われる。そこへ「人間の自由と平和を守る仮面ライダー」である正義の味方としてナイト・ゾルダ・王蛇が応援に駆けつけるが、多数のミラーモンスターを従えたミラクルワールドの真の支配者である悪のアギト・バーニングフォーム（赤い目のアギト）が現れ苦戦する。そんな龍騎たちのもとに助っ人として現れたのは仮面ライダーアギト（グランドフォーム）だった。味方のアギトは悪のアギト・バーニングフォームを「ミラクルワールドが創り出した自身の幻」といい、正義の5人ライダーで共闘して悪のアギト・バーニングフォームと戦う、というストーリーが展開される。
スケジュールの都合上、須賀・松田・涼平・萩野はモンスターの声も担当している。アギトの声について、バーニングフォームは遊佐浩二が、そして龍騎に味方するアギト・グランドフォームは、本放送当時のアギトと龍騎のスーツアクターを務めた高岩成二が担当している。また、テレビ本編では王蛇は悪の仮面ライダーであったが正義の味方として登場したことが話題となった。
- 当初はライアやシザースも登場する予定であったが、『13RIDERS』があったことから没となった。

スタッフ
- 原作 - 石ノ森章太郎
- 音楽 - 丸山和範、渡部チェル
- アクション監督 - 宮崎剛
- プロデュース - 白倉伸一郎、武部直美
- 監督・脚本 - 鈴村展弘
- 制作協力 - 東映
- ビデオ制作 - 東映ビデオ
- 製作・発行 - 小学館

『仮面ライダーディケイド 超アドベンチャーDVD 守れ！〈てれびくんの世界〉』
『仮面ライダーディケイド』のオリジナルDVD。仮面ライダー龍騎が登場。

### ゲーム
『仮面ライダー龍騎』
バンダイより2002年にプレイステーション用の対戦型格闘ゲームとして発売。初回生産分には、特典として限定アドベントカードが1枚付属していた。
本作品より、仮面ライダーの格闘ゲームは制作会社がKAZeからdIGIFLOYDに変更となった。
13人のライダーが総出演しているが、インペラーのみ、声が異なっている（担当は倉森慶二）。サバイブ2体と龍騎ブランク体は登場するが、王蛇ブランク体とオルタナティブ2体は登場しない。またタイガとインペラーのファイナルベントは、テレビシリーズのものとは異なっている。

### 漫画
『仮面ライダー龍騎』
画：坂井孝行
『小学一年生』2002年1月号掲載。
『仮面ライダー龍騎 13RIDERS』
画：MEIMU
『月刊少年エース』2002年11月号掲載。上記のテレビスペシャルの漫画化作品だが、「戦いを続ける」「戦いを止める」のどちらも結末が異なる。
『仮面ライダー龍騎 13RIDERS THE COMIC』として単行本化された。
『駈斗戦士 仮面ライダーズ 超変身ギャグ外伝!!』
食玩シリーズ『駈斗戦士 仮面ライダーズ』を原作にしたギャグ漫画作品。仮面ライダー龍騎が主人公という位置付けである。

### 小説
『S.I.C. HERO SAGA』
早瀬マサトによるジオラマ小説。本作品を元にしたものは2作品が掲載されている。
- 「MASKED RIDER RYUKI EDITION -アドベントカレンダー-」
- 「MASKED RIDER RYUKI EDITION -IFの世界-」

『小説 仮面ライダー龍騎』
講談社キャラクター文庫、2013年8月30日発売。著：井上敏樹 ISBN 978-4-06-314853-4
テレビシリーズをベースとして、劇場版からは「真司と美穂の交流」が作中のモチーフに採用されている。また名前こそ明かされないものの、真司が別の人物の後を継ぐ形でライダーバトルに巻き込まれる展開がテレビスペシャルに準じているなど、その内容には井上が脚本を手がけたすべての映像作品の展開や設定が盛り込まれている。真司が主人公であることには変わりはないが、蓮や浅倉らの主要なライダーの描写にも少なくないページが割かれている。
各キャラクターのバックボーン（生まれ育ちや家族構成、普段の生活）やライダーバトルの設定は映像作品から変更、もしくはアレンジされている。バックボーンが描かれるライダーは真司、蓮、美穂、浅倉、北岡の5人。この他の主な登場人物は優衣と吾郎、恵里、優衣の兄（名前は出てこない）。ライダーに変身しないこれらの人物も容姿や印象などが変更されている。ライダーバトルの中で登場するシザース、インペラー、ライア（登場順）は契約者の氏名や人物像が明確にされていないが、インペラーのみバトルに破れて消滅する際の断末魔など、テレビシリーズにおける佐野のそれを踏襲している。

### CS放送・ネット配信
CS放送
- 東映チャンネル…2006年8月 - 2007年1月（「石ノ森章太郎劇場」枠）、2008年12月 - 2009年6月（「アンコールアワー」枠）2017年8月 -（フルHD解像版）
- テレ朝チャンネル1…2010年 - 2011年
- ファミリー劇場…2011年

ネット配信
- 東映特撮 YouTube Official…2012年11月26日 - 2013年5月19日、2016年7月15日 - 2017年1月6日、2022年8月20日 - 2023年2月25日